# Hôtel-Dieu de Paris
Pour les articles homonymes, voir Hôtel-Dieu.
L’Hôtel-Dieu de Paris est un établissement hospitalier édifié vers 650 et reconstruit de 1867 à 1878 sous la conduite des architectes Émile Jacques Gilbert (1793-1874) et Arthur-Stanislas Diet (1827-1890). Il se situe sur l'île de la Cité, en bordure nord du parvis Notre-Dame dans le 4e arrondissement de Paris.
L’Hôtel-Dieu, qui aurait été fondé par l'évêque parisien saint Landry, est l’hôpital le plus ancien de la capitale. Symbole de l'hospitalité et de la charité chrétienne, il est aussi, au départ, comme son nom l’indique, un hôtel : comme tous les Hôtel-Dieu de France, il héberge les pèlerins qui vont prier pour le salut des âmes de tous, malades comme bien-portants, dans les lieux saints, Jérusalem, Saint-Jacques de Compostelle, etc,. 
L’Hôtel-Dieu est tenu par des sœurs Augustines qui ont quelques compétences d’infirmières, mais – pas plus que dans les autres hôpitaux de France – il n’y a de médecins. Ceux-ci ne commencent qu’au XVIIIe siècle à officier dans les hôpitaux. Précédemment, ils soignaient les malades riches, solvables, à domicile, alors que les malades pauvres, indigents, étaient pris en charge gratuitement dans les hôpitaux.
Alors que l'Hôtel-Dieu était resté, depuis sa création, entièrement dédié a sa mission hospitalière, il est prévu qu'un tiers de sa surface soit consacré à l'accueil de commerces et d'incubateurs d'entreprises liées à la Santé, après une rénovation des locaux confiée en mai 2019 à l'entreprise Novaxia. Par ailleurs, le président Macron a exprimé son souhait que s’y installe un musée consacré à la cathédrale Notre-Dame et à sa restauration,.
Ce site est desservi par la station de métro Cité.

## Histoire de l'Hôtel-Dieu de Paris

### Au Moyen Âge: une œuvre sociale
L’histoire des hôpitaux parisiens commence au Moyen Âge à une époque où la pauvreté est extrême. La charité envers les pèlerins, les malades et les « miséreux » (handicapés, enfants abandonnés, mendiants, vieillards, aliénés, etc) devient une occasion de rédemption pour beaucoup de bourgeois et de nobles. L’Église chrétienne est toute-puissante, tant du point de vue de l’administration que du traitement des maladies. L’Hôtel-Dieu lie indissolublement la piété, l’accueil et les soins médicaux.
Si la tradition, en réalité établie au XVIIe siècle, fait remonter la fondation de cet hôpital à saint Landry, 28e évêque de Paris vers 650, les premiers corps de logis avérés affectés aux soins ne remontent qu'à 829 ; ils se situent en face de l'ancienne « église Saint-Étienne ». En 1157, des lettres patentes mentionnent un « Hôtel-Dieu-Saint-Christophe », en raison d'une chapelle dédiée à ce saint. Peu de temps après, en 1165, Maurice de Sully, évêque de Paris, entreprend la reconstruction de cet hôpital : en 1195, les anciens bâtiments sont détruits et, en 1255, les nouvelles constructions sont achevées.
Tous ces bâtiments, depuis l'origine et jusqu'en 1878, occupent le côté sud du parvis Notre-Dame actuel entre le Petit-Pont et le pont au Double. Le choix de cette implantation sur une île est en partie déterminé par la proximité de l'eau du fleuve qui est utilisée pour les besoins de l'hôpital, à savoir le lavage des draps et des effets des contagieux, le jet de pansements et de viscères, le rejet des eaux usées. 
À la demande des sœurs, des barbiers viennent réaliser certaines opérations, comme des amputations. Jusqu’à la Renaissance il est le seul hôpital de Paris.

### AuxXVIeetXVIIesiècles: intervention de l'État

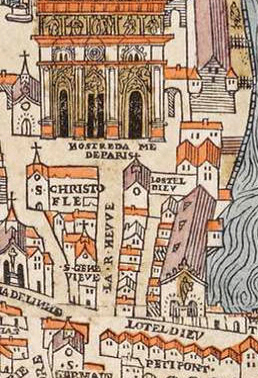
Hôtel-Dieu sur le plan de Truschet et Hoyau (vers 1550) ; à cette époque, l'hôpital se trouve au sud du parvis Notre-Dame.

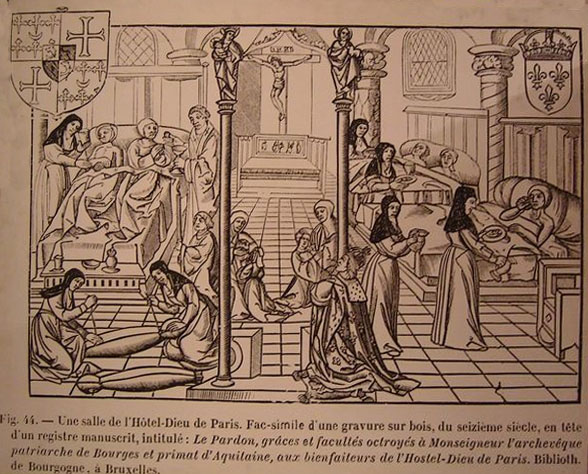
Gravure du XVIe siècle.

Au XVIe siècle, l’Hôtel-Dieu connaît une crise financière car il est financé uniquement par les aides, les subsides ou les privilèges. Cette crise occasionne la création, en 1505, d’un conseil de huit gouverneurs laïcs : les présidents du Parlement, de la Chambre des Comptes, de la Cour des Aides, et le prévôt des Marchands. L’État intervient progressivement, d’abord par l’intermédiaire du lieutenant général de la police du roi créée par Louis XIV, qui devient, en 1690, membre du Bureau de l’Hôtel-Dieu de Paris. Puis, sous Louis XVI, le ministre Necker, crée, en 1781, la charge d’« inspecteur général des hôpitaux civils et maison de forces » et celle de « commissaire du Roi pour tout ce qui a trait aux hôpitaux ».

#### L'Hôpital général, un lieu de réclusion
À cette période, l’image du « miséreux » change : il est perçu comme socialement dangereux car marginal. À partir du XVIe siècle, une série de réformes de l'assistance publique est mise en place afin de réprimer et de contrôler davantage les mendiants et les vagabonds parisiens. Mais face à l'inefficacité de ces réformes, Louis XIV décide, en avril 1656, sous l'influence du Parlement et de la compagnie du Saint Sacrement, de créer l'hôpital général. Celui-ci est alors un lieu de réclusion, permettant par la même occasion d’assainir le monde urbain. Il ne faut pas le confondre avec l’Hôtel-Dieu : l'Hôpital général est de nature à la fois carcérale, manufacturière et conventuelle ; il est destiné, entre autres, aux mendiants, aux vagabonds, aux prostituées, aux débauchés et aux enfants abandonnés. L’Hôtel-Dieu garde son indépendance et sa spécificité de soin des malades pauvres. Les malades de l'Hôpital général (hormis les vénériens) sont d'ailleurs systématiquement envoyés à l'Hôtel-Dieu pour y être soignés.
En 1606, une annexe de l'Hôtel-Dieu, la salle Saint-Charles, est construite sur la rive gauche. En 1684, Louis XIV fait don du Petit Châtelet à l'Hôtel-Dieu. L'hôpital s'agrandit alors le long de la rue de la Bûcherie.

### AuXVIIIesiècle: un lieu de bienfaisance

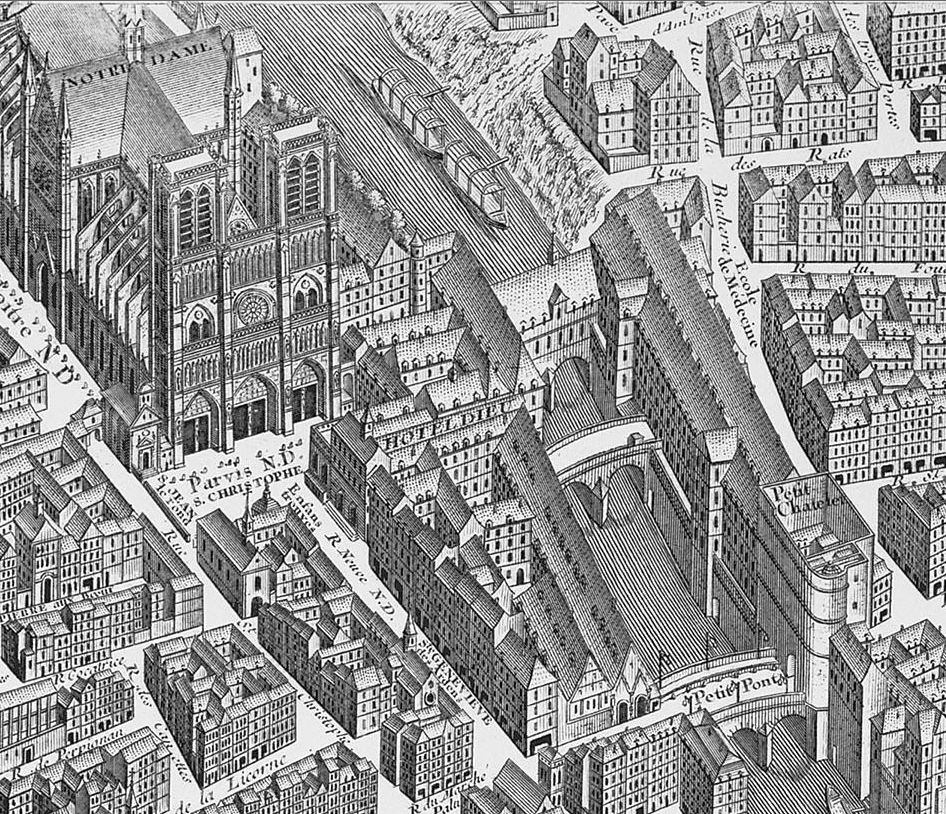
Hôtel-Dieu sur le plan de Turgot (1739).
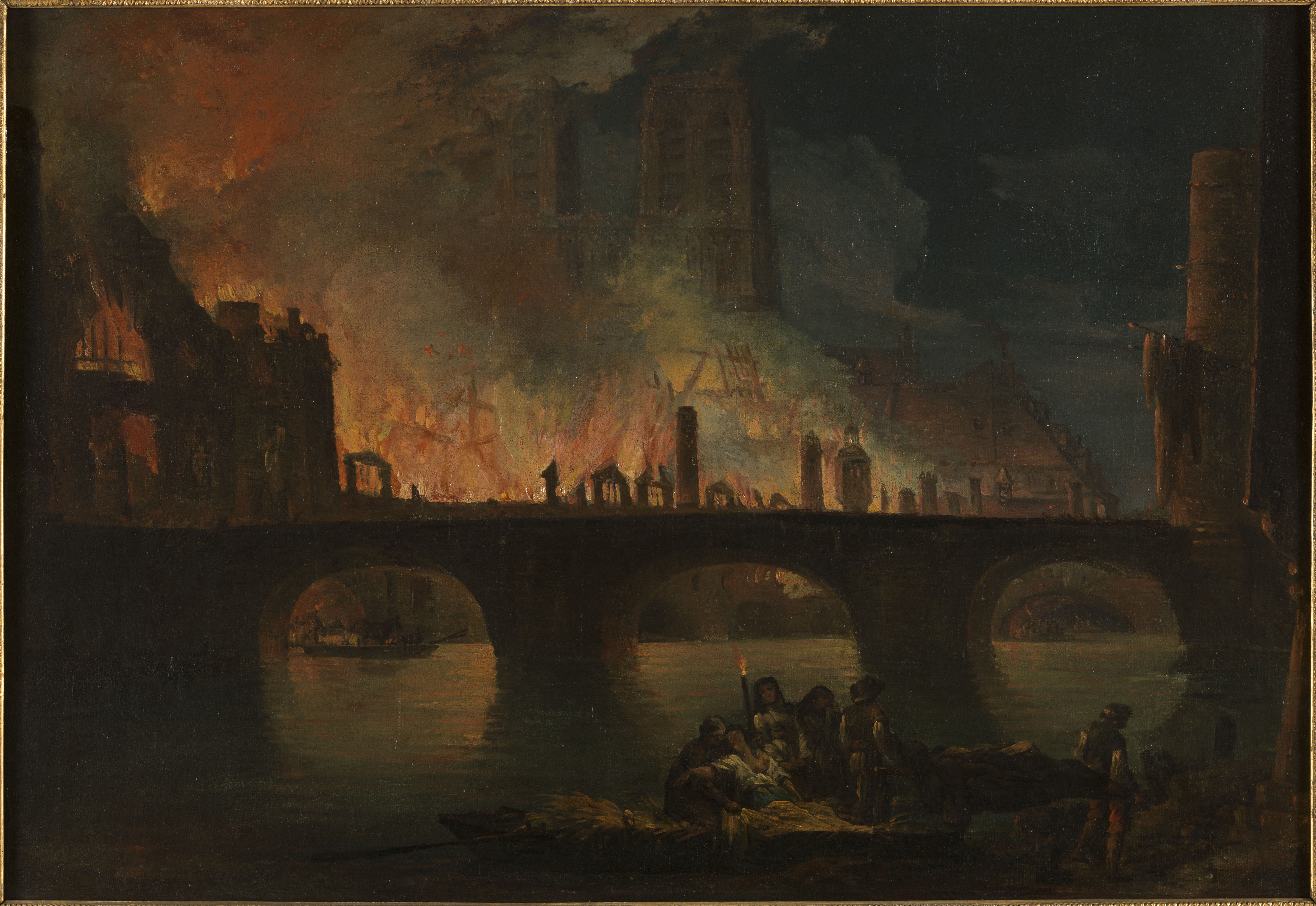
Jean-Baptiste-François Génillion, L'Incendie de l'Hôtel-Dieu, en 1772, Paris, musée Carnavalet.

Les conditions d'accueil des malades pauvres dans l'Hôtel-Dieu sont encore assez précaires. Les lettres patentes de 1781 recommandent de mettre un seul malade par lit, pour éviter la transmission des maladies. En 1768, Voltaire écrit à un ami : « Vous avez dans Paris un Hôtel-Dieu où règne une contagion éternelle, où des malades entassés les uns sur les autres se donnent réciproquement la peste et la mort ». En effet, on trouve trop souvent un vivant et un mort dans le même lit. Le rapport de Jacques Tenon sur les hôpitaux de Paris, publié en 1788, indique que l'Hôtel-Dieu ne dispose que de 1 210 lits pour 3 418 hospitalisés et que la salle Saint-Pierre Saint-Paul, prévue pour les opérations dispose de 111 lits pour 345 personnes. Mais les malades sont bien nourris par les religieuses, contrairement à ceux des hôpitaux généraux. Les médecins en viennent se plaindre des rations trop copieuses servies aux malades pauvres : elles affecteraient la santé de leurs patients, et réduiraient l’« efficacité » des saignées. En 1787 de nouveaux règlements sont mis en place.
Au XVIIIe siècle, la France s’enrichit, le niveau de vie moyen progresse. Les idées des Lumières se propagent. À la charité chrétienne contrainte (pour aller au paradis) et parfois condescendante se substituent les valeurs humanistes de fraternité, d’empathie, de solidarité, d’égalité. On voit même apparaître des maisons de convalescence. La femme de Necker, riche banquier, crée une fondation de bienfaisance qui collecte des jouets pour les enfants hospitalisés.
En 1772, un incendie détruit une grande partie de l’Hôtel-Dieu. D’autres plans sont alors conçus et de nombreuses modifications sont apportées.

### Ensevelissement et lieux d'inhumation
C'est d'abord le cimetière des Innocents qui recueille les malades morts à l'Hôtel-Dieu. Lorsqu'il est saturé, en 1348 au cours de la Grande peste, les morts sont amenés au cimetière de l'hôpital de la Trinité situé rue Saint-Denis. En 1673, l'Hôtel-Dieu et l'hôpital de la Trinité ouvrent le cimetière de Clamart sur une parcelle acquise l'année précédente à la limite des faubourgs Saint-Victor et Saint-Marcel (Saint-Marceau), située au sud-ouest de la place sur laquelle s'élevait alors la croix de Clamart (actuelle Place de l'Émir-Abdelkader) et à l'ouest du marché aux chevaux du faubourg Saint-Victor.
Dans son Tableau de Paris, écrit en 1782, le moraliste Louis Sébastien Mercier fait une description des conditions d'ensevelissement des corps à l'Hôtel-Dieu, ainsi que de celles de leur transport et de leur inhumation au cimetière de Clamart :

« Les corps que l'Hôtel-Dieu vomit journellement, sont portés à Clamart. C'est un vaste cimetière, dont le gouffre est toujours ouvert. Ces corps n'ont point de bière : ils sont cousus dans une serpillière. On se dépêche de les enlever de leur lit; & plus d'un malade réputé mort, s'est réveillé sous la main hâtive qui l'enfermait dans ce grossier linceul; d'autres ont crié qu'ils étaient vivants, dans le chariot même qui les conduisait à la sépulture.
Ce chariot est traîné par douze hommes. Un prêtre sale et crotté, une cloche, une croix, voilà tout l'appareil qui attend le pauvre : mais alors tout est égal.
Ce chariot lugubre part tous les jours de l'Hôtel-Dieu à quatre heures du matin ; il roule dans le silence de la nuit. La cloche qui le précède éveille à son passage ceux qui dorment ; il faut se trouver sur la route pour bien sentir tout ce qu'inspire le bruit de ce chariot, et toute l’impression qu’il répand dans l’âme.
 On l’a vu, dans certains temps de mortalité, passer jusqu’à quatre fois en vingt-quatre heures : il peut contenir jusqu’à cinquante corps. On met les enfants entre les jambes des adultes. On verse ces cadavres dans une fosse large et profonde ; on y jette ensuite de la chaux vive ; et ce creuset qui ne se ferme point dit à l’œil épouvanté qu’il dévorerait sans peine tous les habitants que renferme la capitale.
 L’arrêt du Parlement, du 7 juin 1765, qui supprime tous les cimetières dans l’enclos de la ville de Paris, est demeuré sans effet. La populace ne manque pas, le jour de la fête des morts, d’aller visiter ce vaste cimetière, où elle pressent devoir se rendre bientôt à la suite de ses pères. Elle prie et s’agenouille, puis se relève pour aller boire. Il n’y a là ni pyramides, ni tombeaux, ni inscriptions, ni mausolées : la place est nue. Cette terre grasse de funérailles est le champ où les jeunes chirurgiens vont la nuit, franchissant les murs, enlever des cadavres pour les soumettre à leur scalpel inexpérimenté. Ainsi après le trépas du pauvre, on lui vole encore son corps ; et l’empire étrange que l’on exerce sur lui ne cesse enfin que quand il a perdu les derniers traits de la ressemblance humaine. »

### Révolution et Empire: création de l’AP-HP
En novembre 1789, alors qu’un nouvel édifice est en construction, l’Assemblée constituante vote la confiscation des biens de l’Église, pour financer ses grandes réformes et la création d’une armée révolutionnaire. Les congrégations religieuses sont dissoutes et certains biens, notamment les couvents, sont réquisitionnés ou mis vente par l’émission d’assignats. Les hôpitaux, dont l’Hotel-Dieu (en cours de reconstruction), échappent à ces mesures. En 1800, le premier consul Napoléon Bonaparte réorganise en profondeur le système médical et hospitalier français. Les hôpitaux ne dépendent plus de l’Église catholique, ils doivent être gérés par les maires des villes. À Paris, l’AP-HP (Assistance Publique - Hôpitaux de Paris) voit le jour. Elle embauche les anciennes religieuses volontaires et de jeunes infirmières civiles. Progressivement, elles recevront une formation de qualité : en 1907, l’AP-HP ouvre la nouvelle école d'infirmière de l'Assistance publique de la Salpêtrière.
Par ailleurs, le premier consul crée l'Internat des hôpitaux afin de faire venir des médecins dans les hôpitaux. Les futurs praticiens y entrent sur concours ; ils reçoivent une formation en leurs seins puis ils y exercent. L’Hôtel-Dieu devient un lieu de pratique de la médecine et de la science, ainsi qu'un lieu d’enseignement et de recherche médicale.

### AuXIXesiècle: des lieux spécialisés

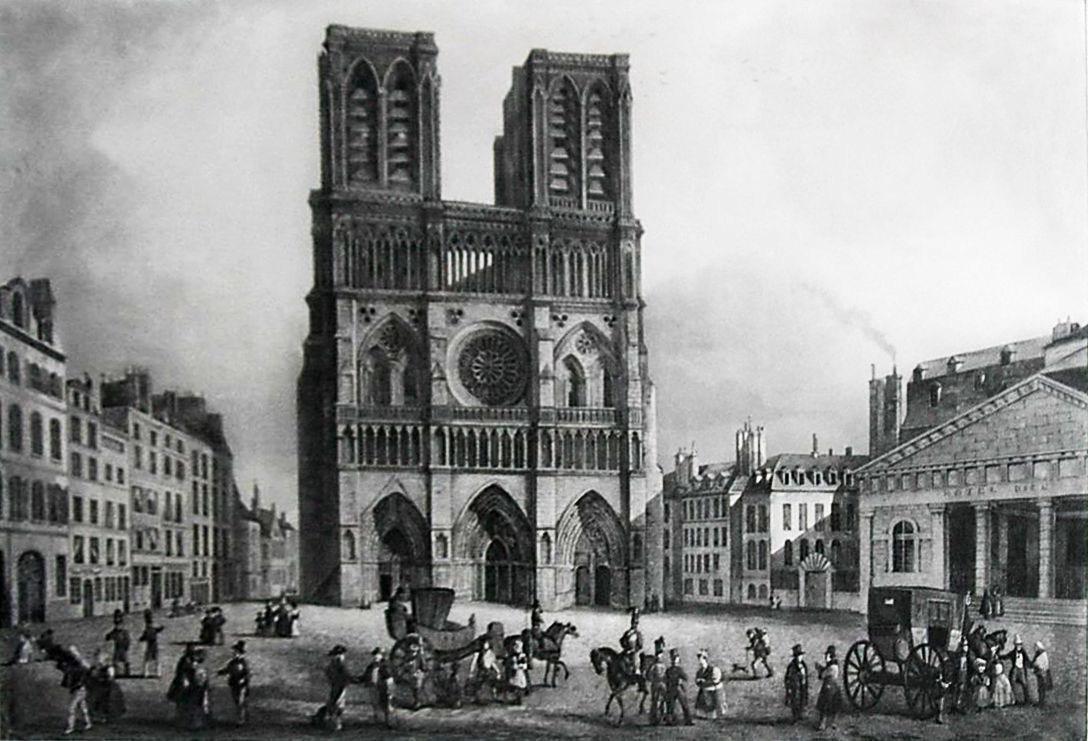
Notre-Dame de Paris avec, à droite, l'ancien Hôtel-Dieu démoli par Haussmann.
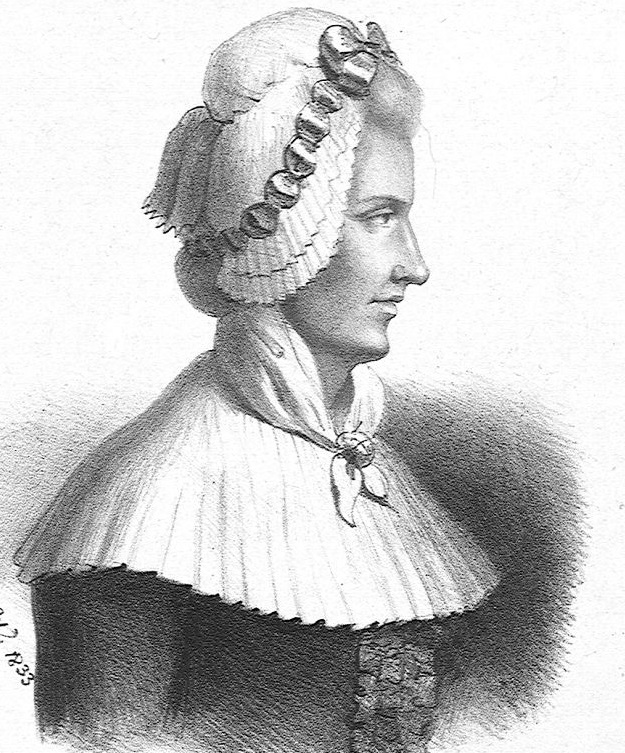
Marie Jonet (Mme Dugès), sage-femme en chef de l'Hôtel-Dieu de Paris.
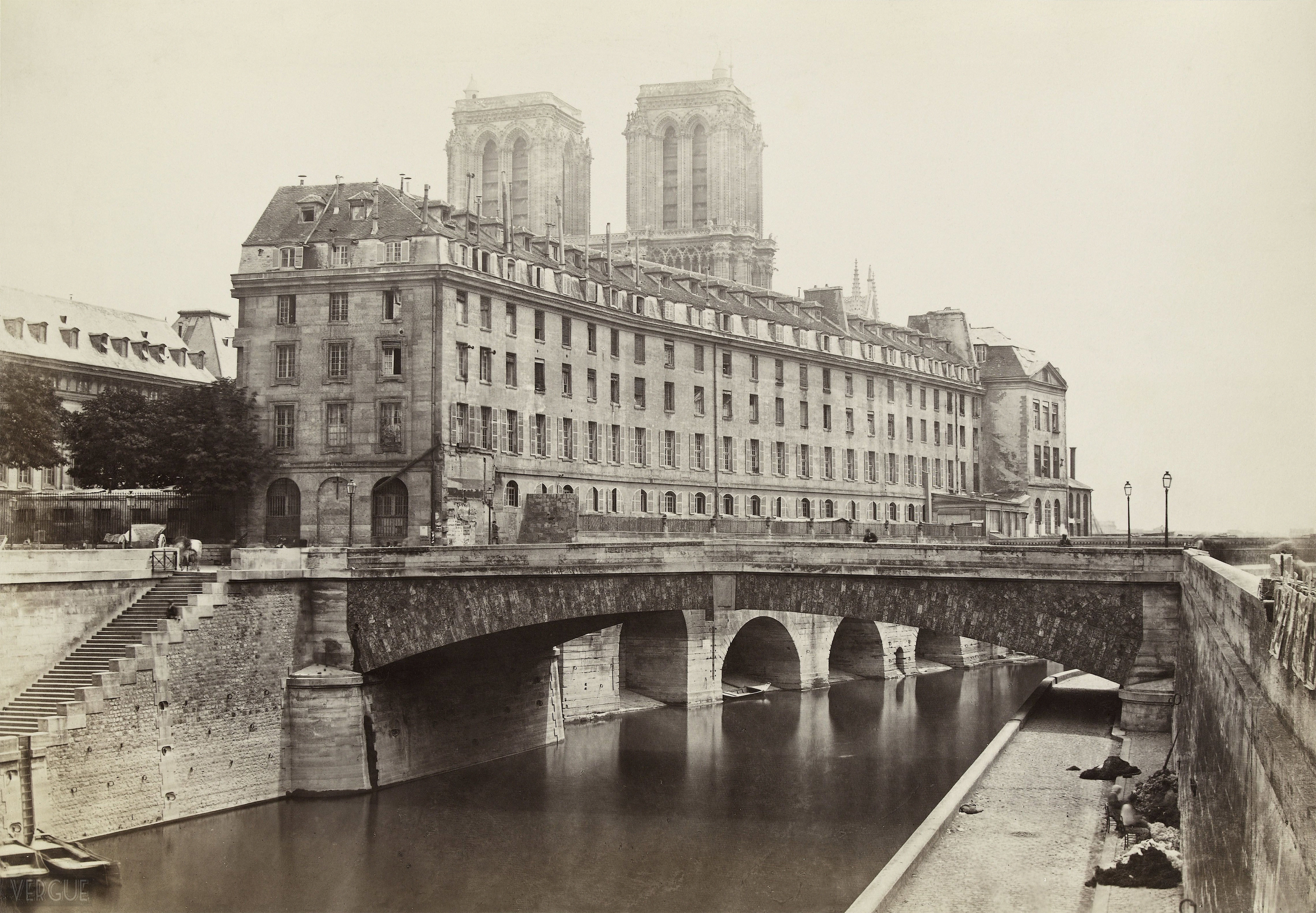
Ancien Hôtel-Dieu photographié par Charles Marville vers 1865-1868.

En 1801, les hôpitaux parisiens se dotent d’un cadre administratif nouveau : le Conseil général des hôpitaux et hospices civils de Paris. La volonté d’une meilleure gestion conduit à la création de nouveaux services : bureau d’admission et pharmacie centrale, par exemple.
D'autre part, à cette époque, l’Hôtel-Dieu prône la pratique de la vaccination. Le duc de La Rochefoucauld-Liancourt en est un fervent partisan. Les découvertes de René-Théophile-Hyacinthe Laennec permettent d’affiner les méthodes de diagnostic, l’auscultation et l’étiologie des maladies.
L’Hôtel-Dieu ne peut faire face seul à ce développement de la médecine. De nouveaux hôpitaux parisiens voient le jour, chacun se spécialise dans un ou plusieurs domaines. L’hôpital Saint-Louis devient un grand centre d’études et de soins des maladies de peau ; La Pitié devient un centre d'études et de soins des maladies du système nerveux et un centre de gériatrie, etc. Progressivement, chaque hôpital développe son centre de pédiatrie.
En 1837, le prolongement du quai de la Bûcherie (actuel quai de Montebello) est déclaré d'utilité publique. De ce fait, l'ancien Hôtel-Dieu doit être démoli et une nouvelle annexe est construite par Jean-Jacques-Marie Huvé en 1840 entre le nouveau quai et la rue de la Bûcherie.

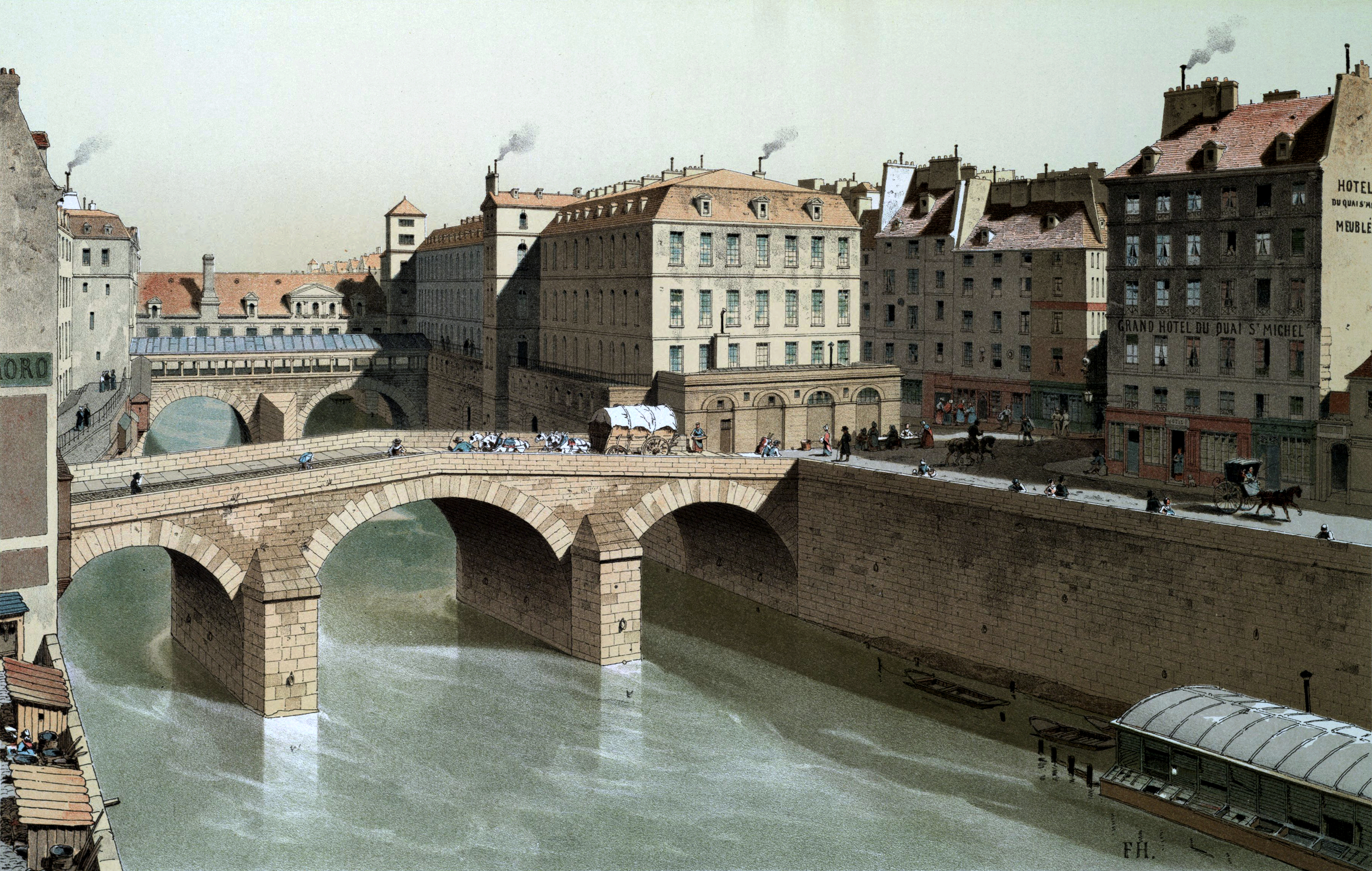
L'annexe de l'Hôtel-Dieu vers 1830.
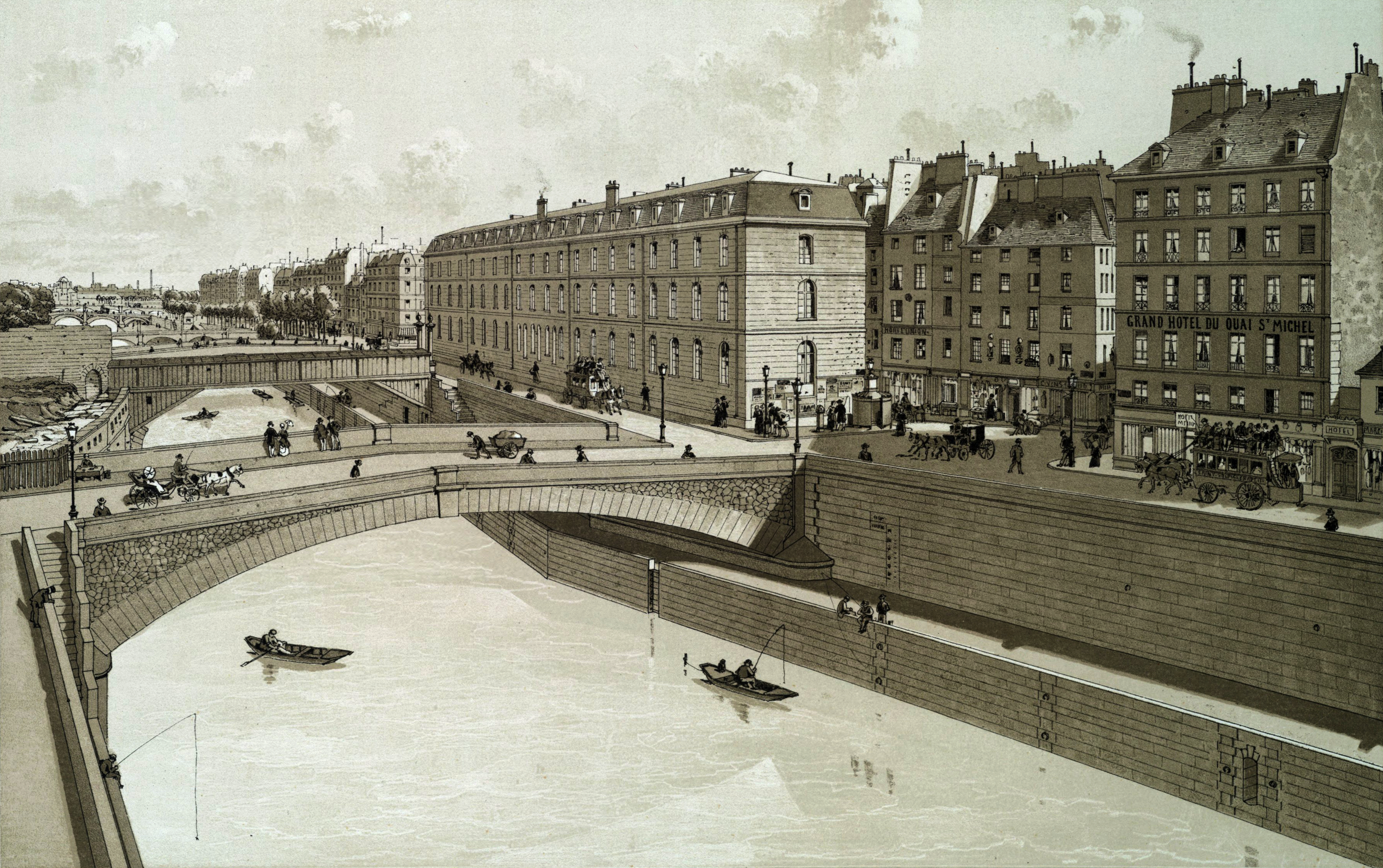
L'annexe de l'Hôtel-Dieu vers 1880.
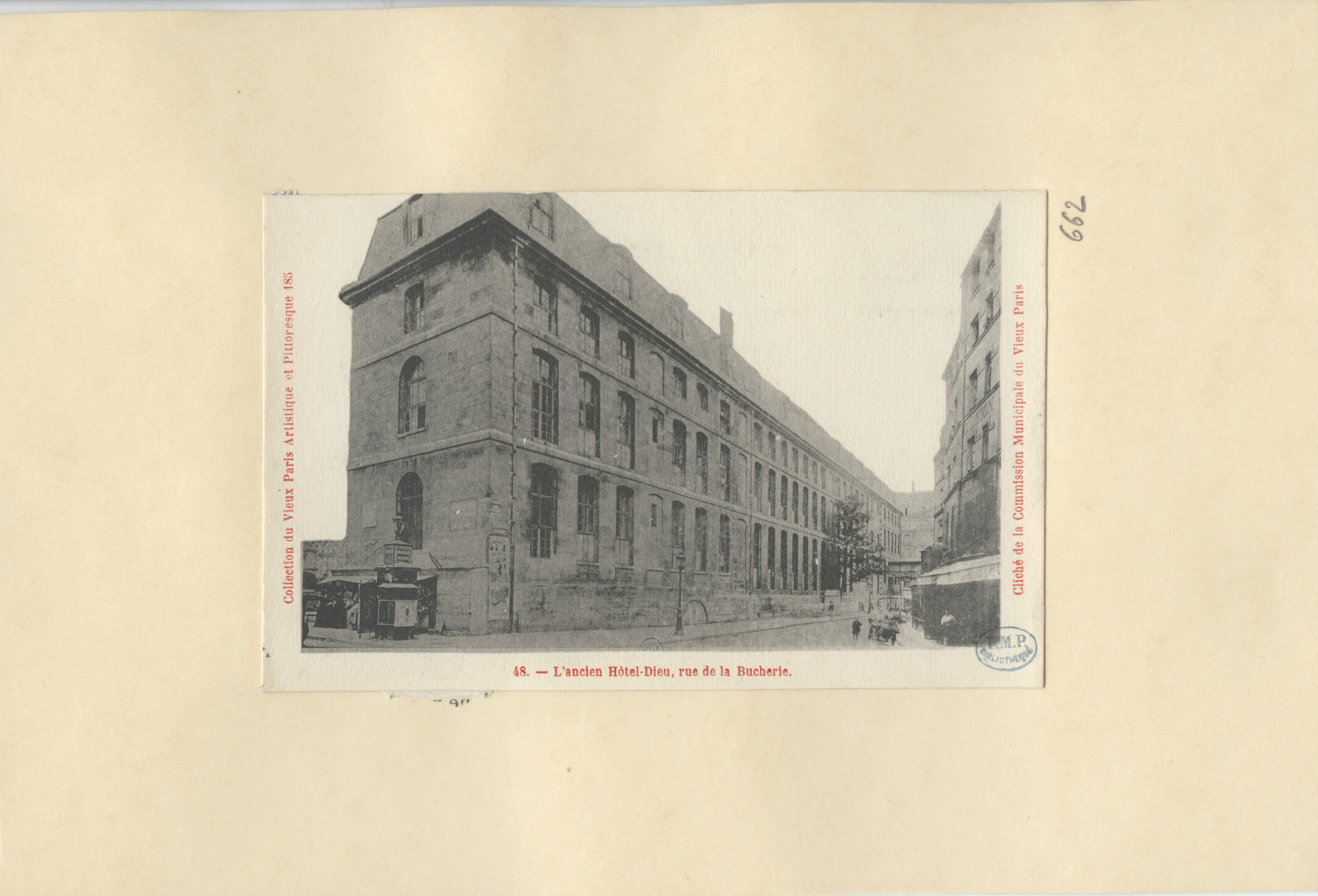
L'annexe de l'Hôtel-Dieu au début du XXe siècle.

Durant le Second Empire, les bâtiments deviennent trop exigus pour faire face à l'évolution de la médecine et des missions des hôpitaux, leur remplacement est décidé. Le 22 mai 1865, la démolition de l'ancien Hôtel-Dieu et sa reconstruction au nord du parvis Notre-Dame sont déclarées d'utilité publique.

## Nouvel Hôtel-Dieu

### Site

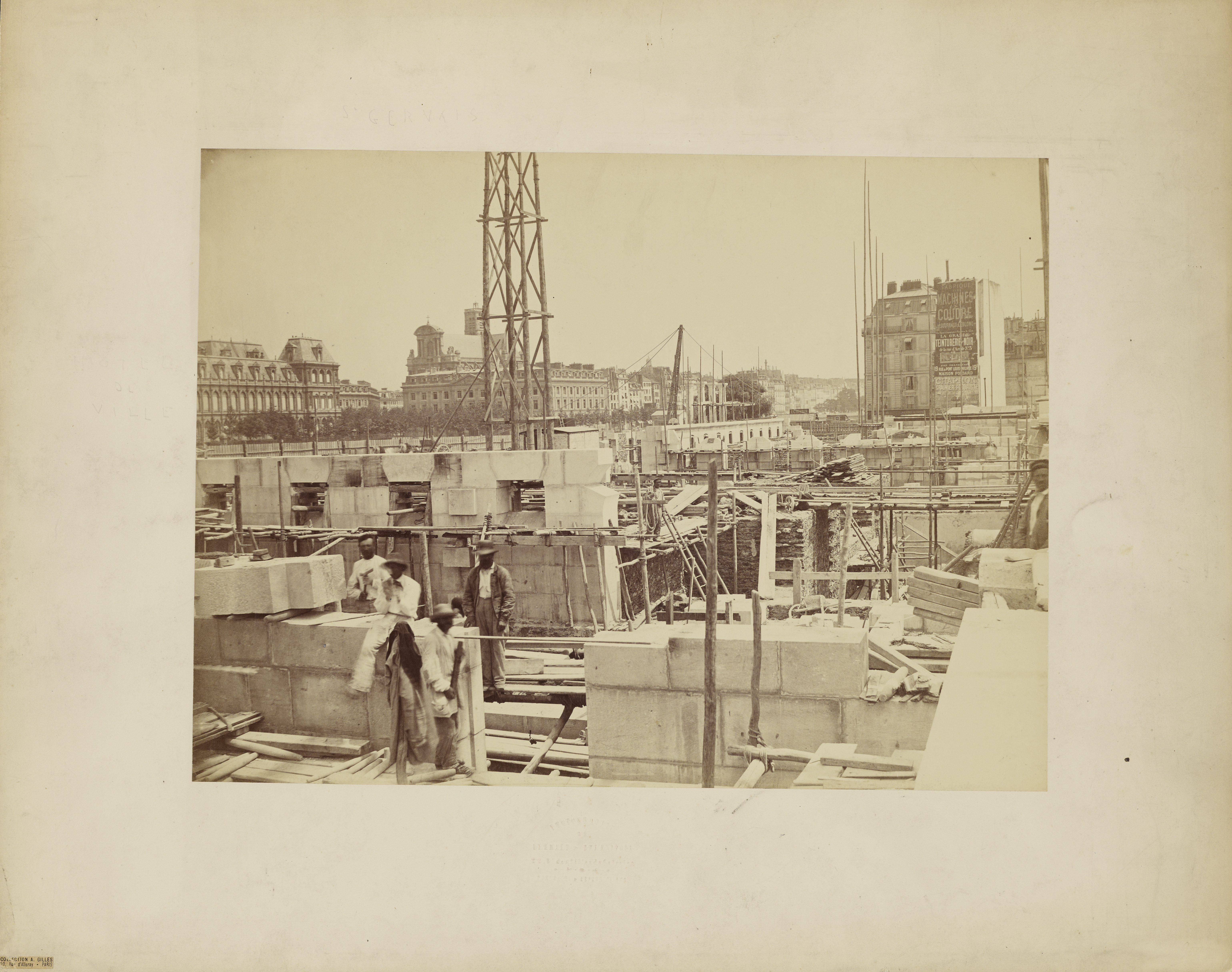
Chantier de construction de l'Hôtel-Dieu, vers 1866, photographie Delmaet & Durandelle.

Plan de la ville et fauxbourgs de Paris, établi en 1763 par Debarme (topographe) et Perrin (graveur), détail montrant l'île de la Cité avec les noms des rues anciennes.

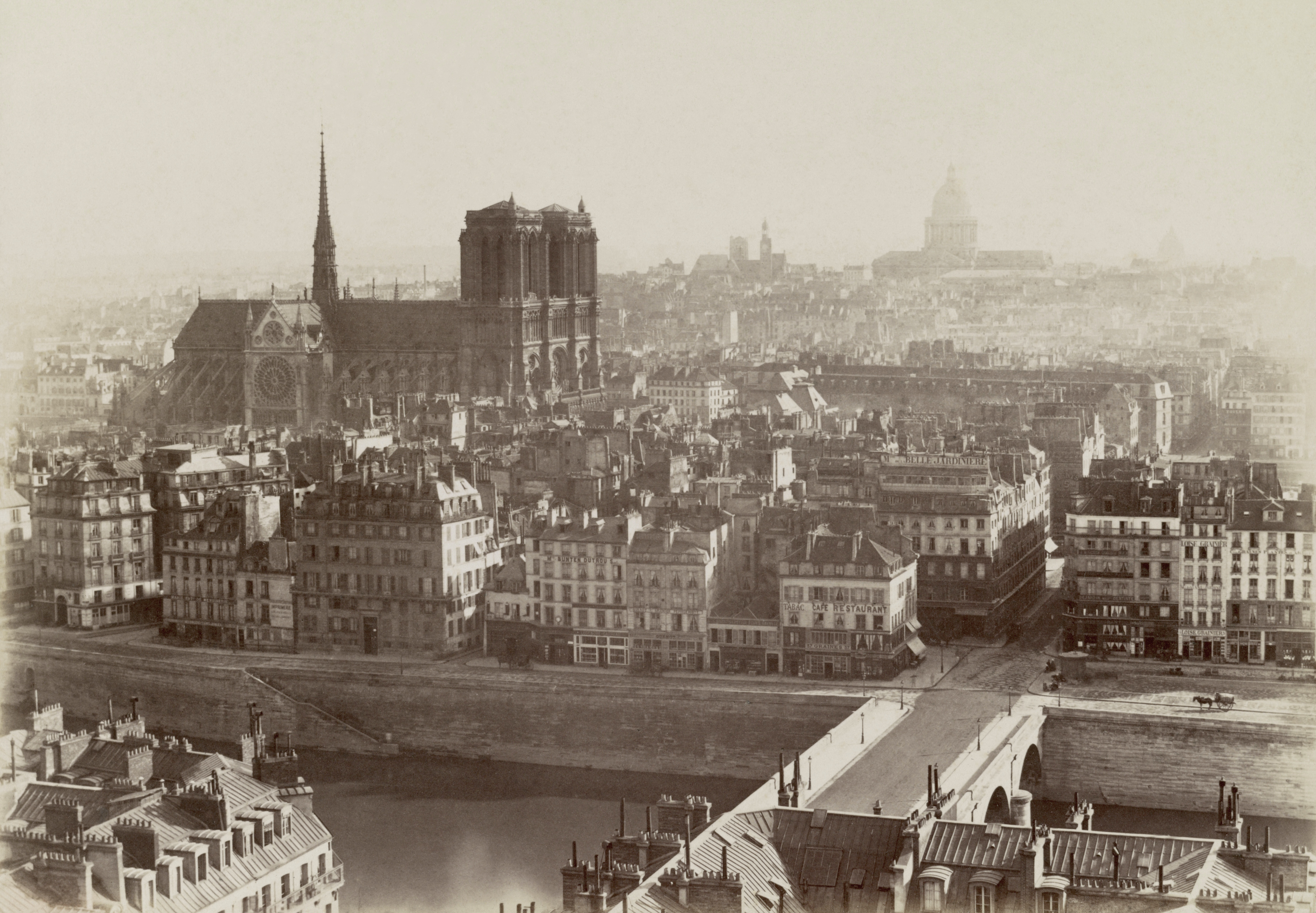
Le site choisi pour la construction du nouvel Hôtel-Dieu, vers 1865, photographie prise de la Tour Saint-Jacques par Charles Soulier.

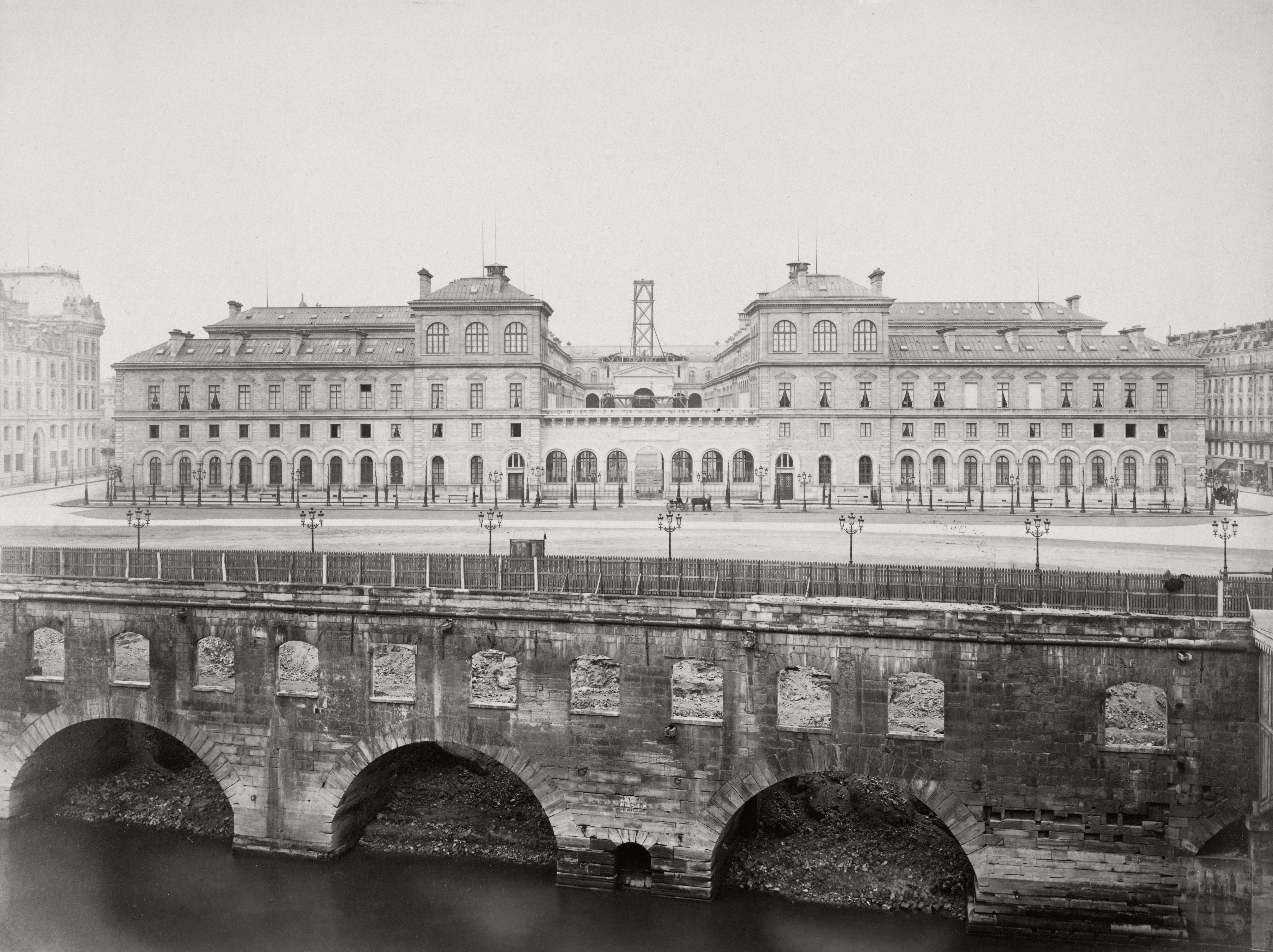
Fondations et cagnards du bâtiment administratif de l'ancien Hôtel-Dieu, nouveau parvis Notre-Dame et façade sud du nouvel Hôtel-Dieu, en voie d'achèvement photographiés vers 1875 par Charles Marville.

Les bâtiments de l'ancien Hôtel-Dieu, voués à la destruction sont remplacés par de nouvelles constructions. Elles sont édifiées entre 1867 et 1878, sur un terrain de 22 000 mètres carrés délimités au nord par le quai Napoléon (futur quai aux Fleurs), au sud par la place du Parvis, à l'ouest par la rue de la Cité (précédemment rue de la Juiverie), à l'est par la rue d'Arcole. De ce fait, sur le parvis de la cathédrale, le chantier du nouvel Hôtel-Dieu fait face à la façade du bâtiment administratif de l'ancien hôpital jusqu'à la destruction de ce dernier.
La construction du nouvel Hôtel-Dieu fait partie d’un projet de grande envergure, pensé par le baron Haussmann, qui modifie profondément le paysage urbain. Une partie centrale de l'île de la Cité, aux abords de la cathédrale, tout un ensemble de rues et de maisons, est livré aux démolisseurs. Le but est à la fois d’aménager un parvis plus vaste et d'ouvrir le chantier de l'hôpital.
Ainsi disparaissent entre la rue d'Arcole et la rue de la Cité, toutes deux redressées et élargies à cette occasion, les rues suivantes,
- orientées est-ouest, parallèles à la Seine :
  - la majeure partie de la rue des Marmousets-en-la-Cité (la partie restante étant incorporée à la rue Chanoinesse) ;
  - la rue Moyenne-des-Ursins ;
  - la rue du Haut-Moulin ;
  - la rue Haute-des-Ursins ;
  - une partie de la rue de Constantine (actuelle rue de Lutèce) ;
  - la rue Cocatrix ;
  - la rue des Trois-Canettes ;
- orientées nord-sud :
  - la rue de Glatigny ;
  - la rue Saint-Landry ;
  - la rue de la Licorne ;
  - la rue de Perpignan ;
  - la rue des Deux-Hermites.

La rue Saint-Christophe disparait également : la partie nord pour permettre la construction de l'hôpital, la partie sud (bâtiment de l'administration de l'assistance publique) pour agrandir le parvis Notre-Dame et dégager la vue sur l'hôpital.
En outre, la partie Nord-Est de l'Hôtel-Dieu couvre l'emplacement de l'église Saint-Landry et de son cimetière démolis en 1829.

### Bâtiments actuels

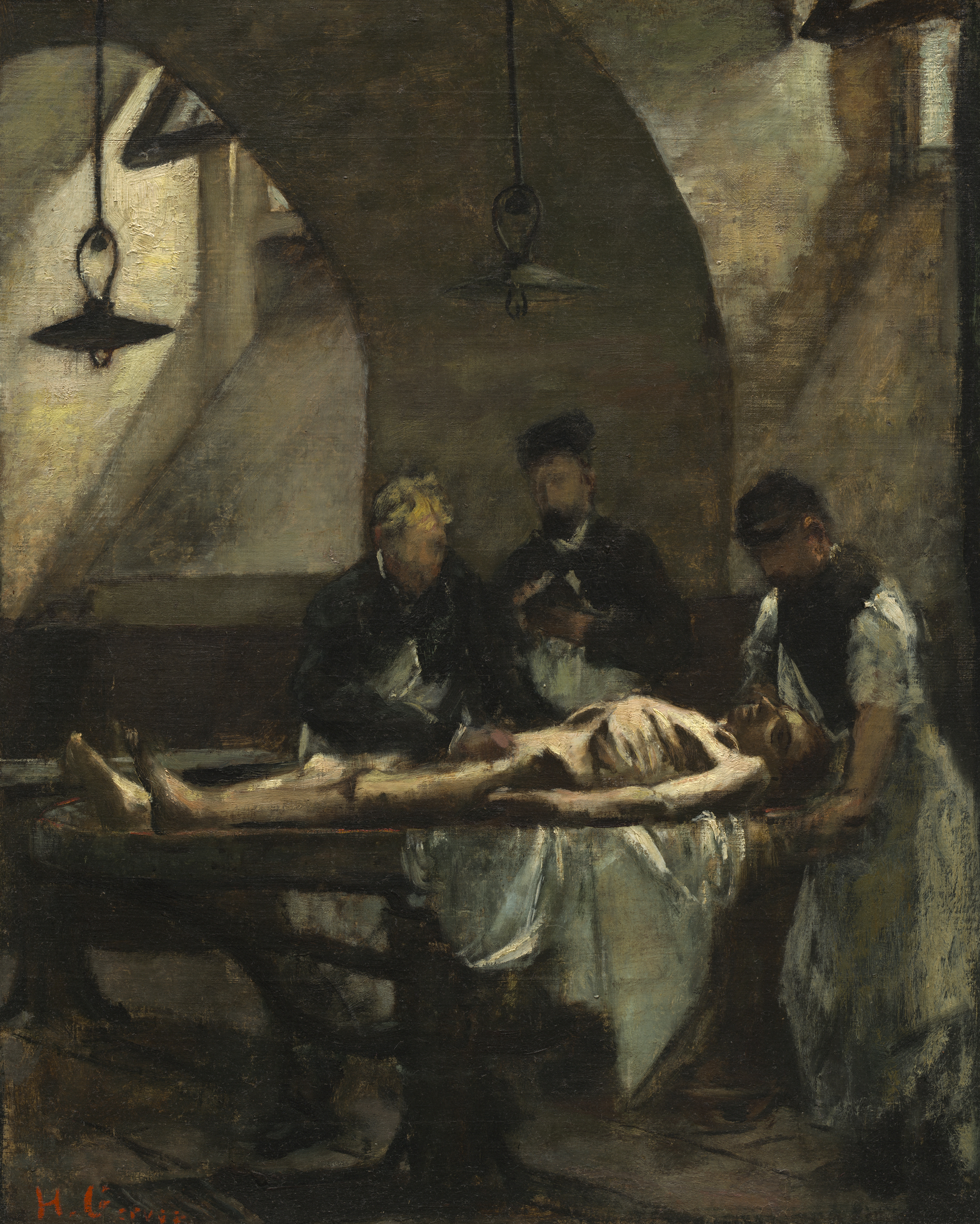
Étude pour une « Autopsie à l'Hôtel-Dieu, 1876,
Henri Gervex,
Washington, National Gallery of Art.

Les bâtiments actuels sont conçus par l'architecte Emile Jacques Gilbert, aidé de son gendre Arthur-Stanislas Diet ; ils sont édifiés de 1866 à 1876, à l'initiative du baron Haussmann dans le périmètre réaménagé de la cathédrale Notre-Dame.
La IIIe République achève la construction de l'hôpital sur son emplacement actuel à la fin du XIXe siècle, avec l'entrée principale au 1, place du Parvis.
Ce n'est qu'en 1908, que les religieuses augustines quittent définitivement l'Hôtel-Dieu. Elles trouveront refuge dans un couvent situé dans le 14e arrondissement de Paris, rue Maison-Dieu. La splendide cour centrale, qui débouche sur une chapelle, a été aménagée en 1975 en jardin à la française.
Les façades de l'Hôtel-Dieu, y compris les galeries extérieures donnant sur la cour d'honneur, les toitures, le portique et l'emmarchement de la chapelle, le porche quai de la Corse, le hall d'entrée et la galerie attenante B0, les deux galeries d'hiver, les six cages d'escalier, la cour d'honneur (parties haute et basse) et son péristyle, les murs de clôtures, les murs bahuts et les grilles font l'objet d'une inscription au titre des monuments historiques par arrêté du 10 juillet 2023 modifié par l'arrêté du 15 juillet 2024.

Quelques vues du bâtiment actuel
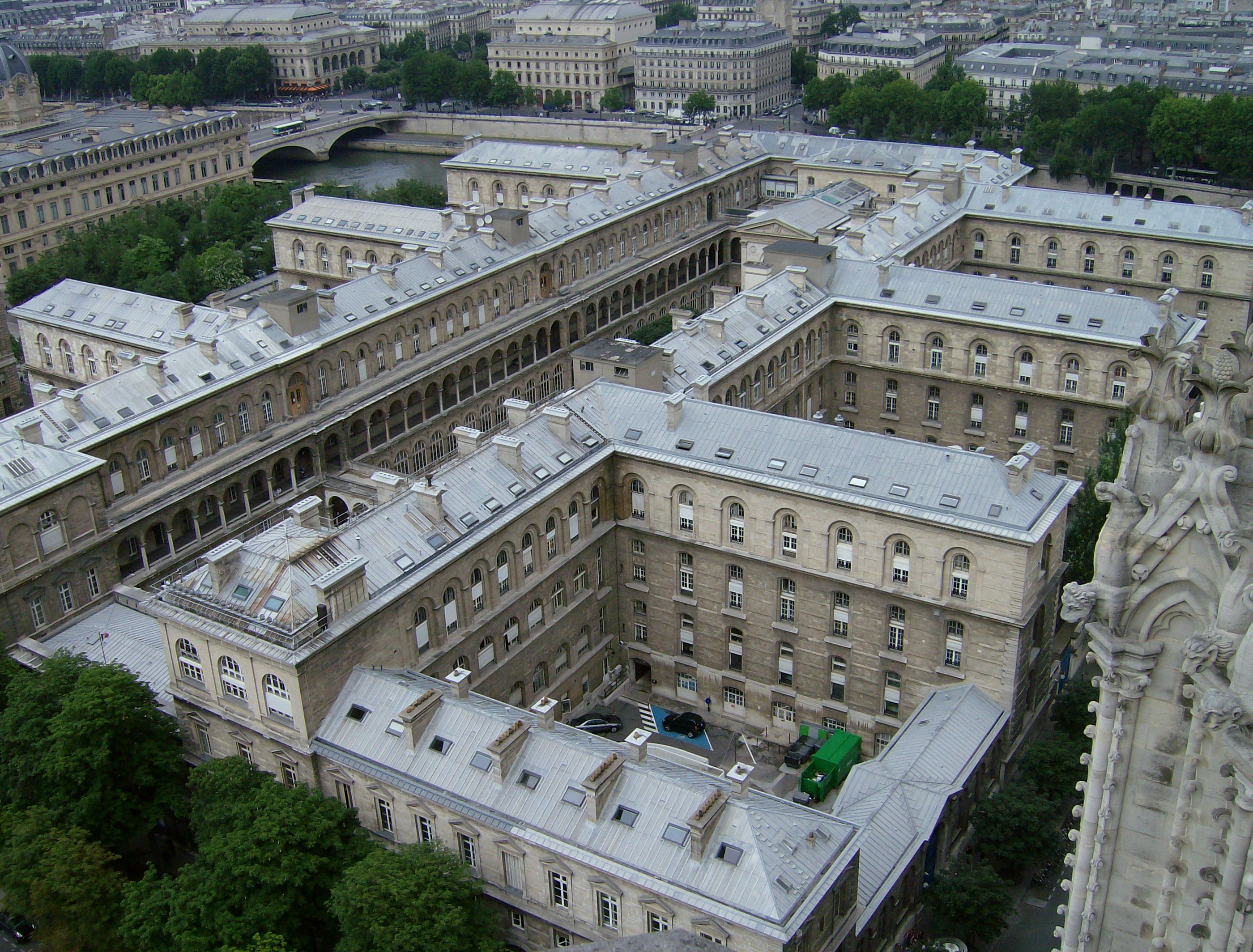
L'ensemble des bâtiments depuis la cathédrale Notre-Dame.
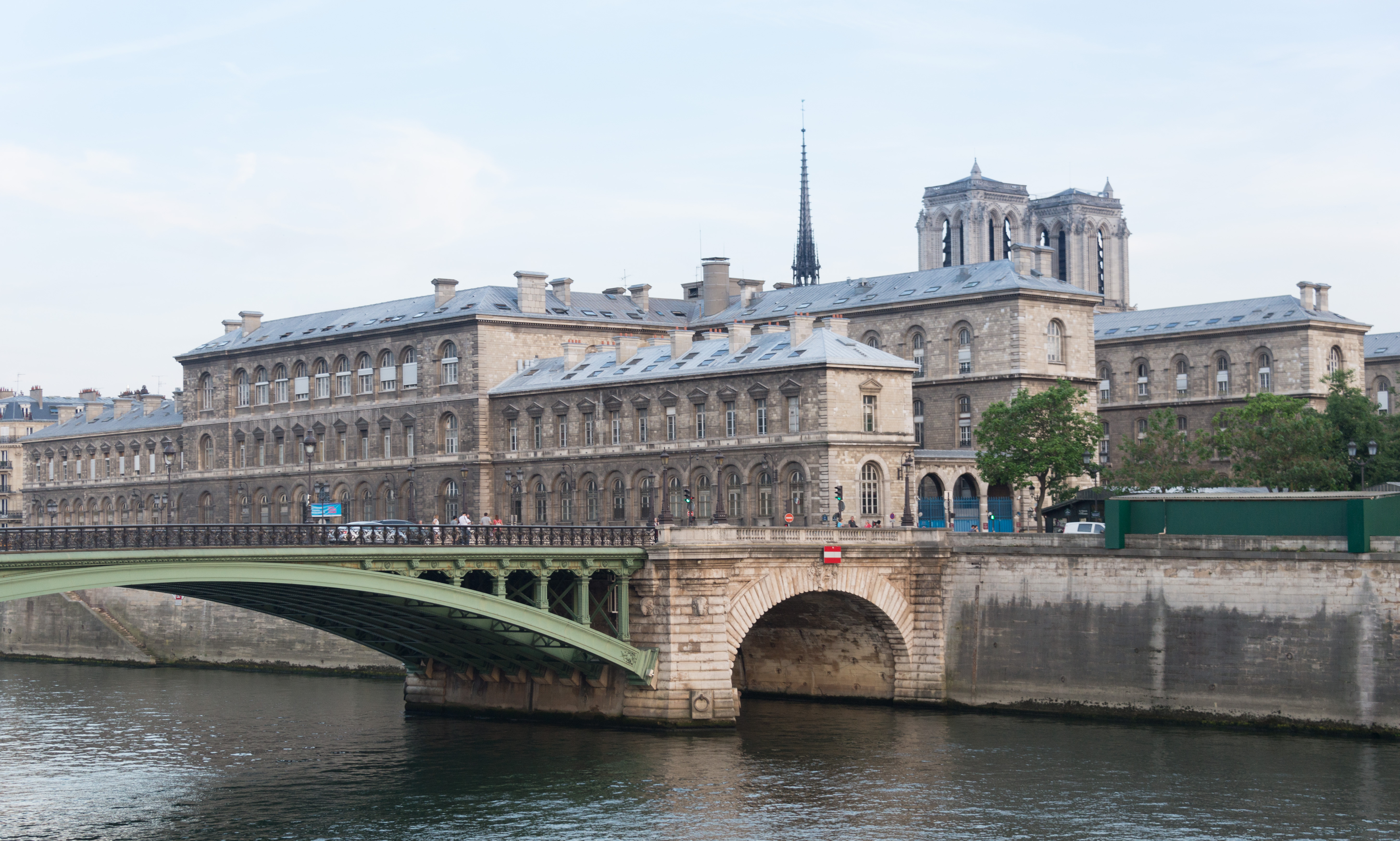
Hôtel-Dieu vu depuis la rive droite de la Seine ; au premier-plan, le pont Notre-Dame et en arrière-plan, les tours de Notre-Dame.
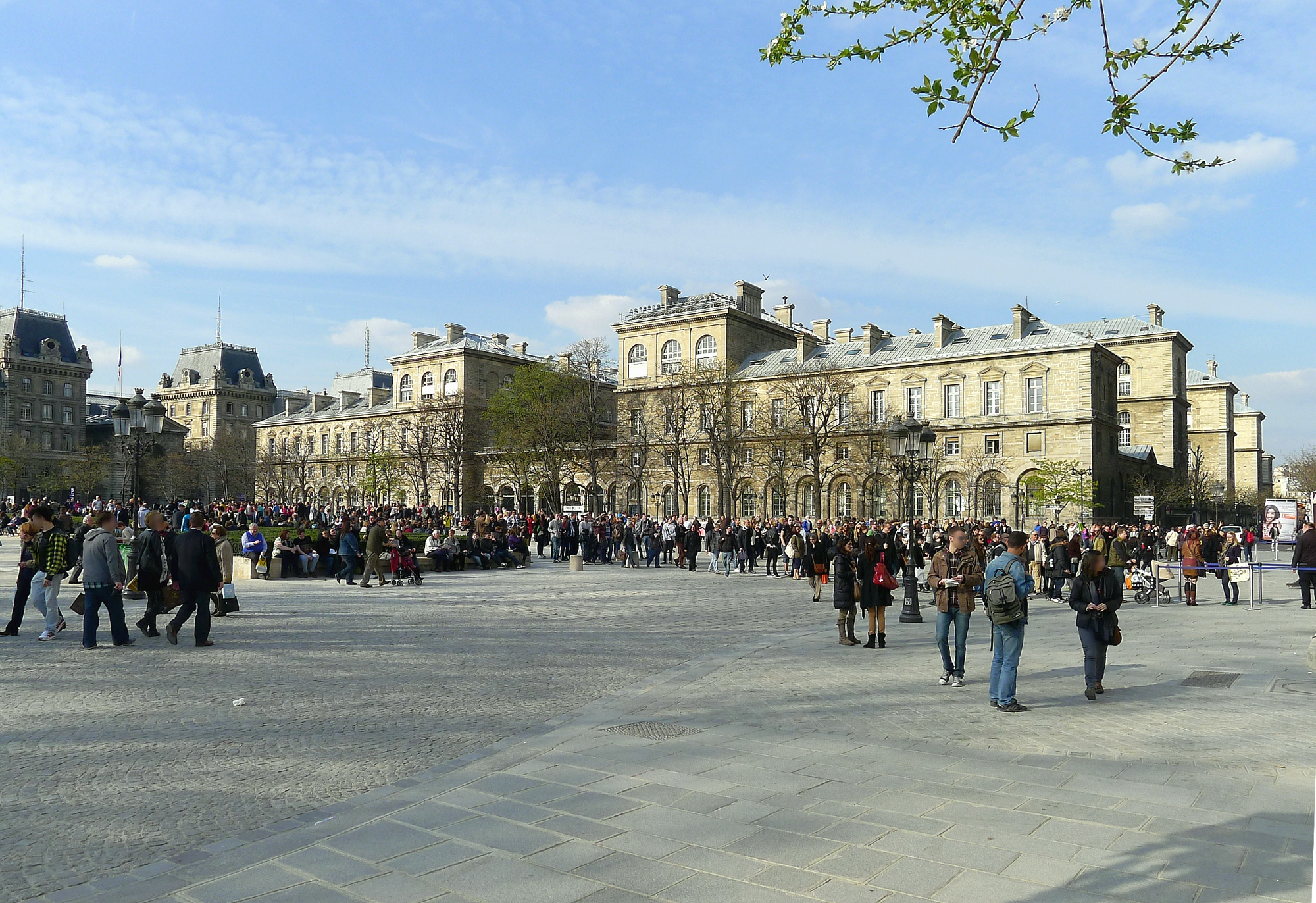
Vue générale de l'Hôtel-Dieu actuel sur le parvis Notre-Dame.
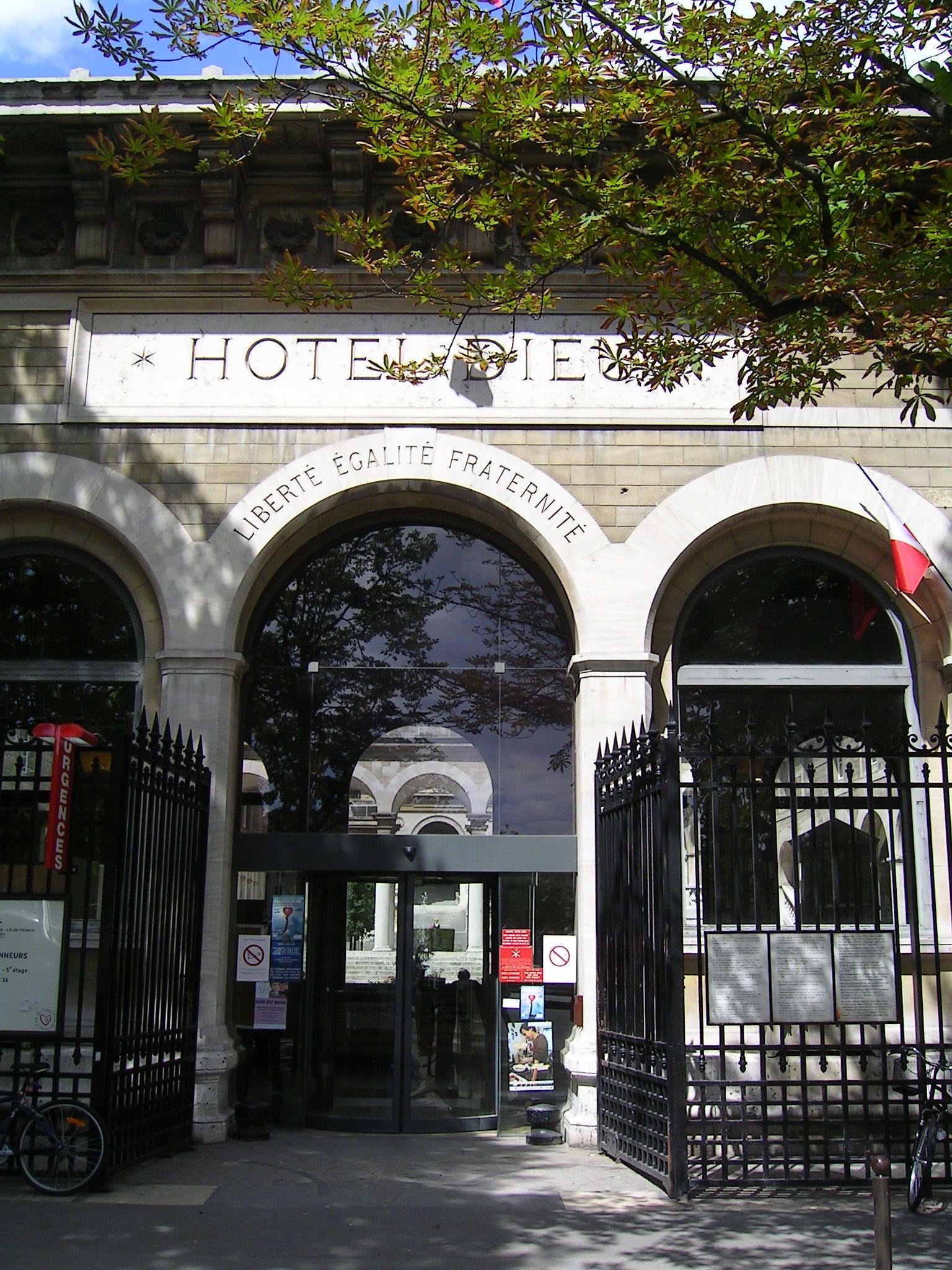
L'entrée principale.
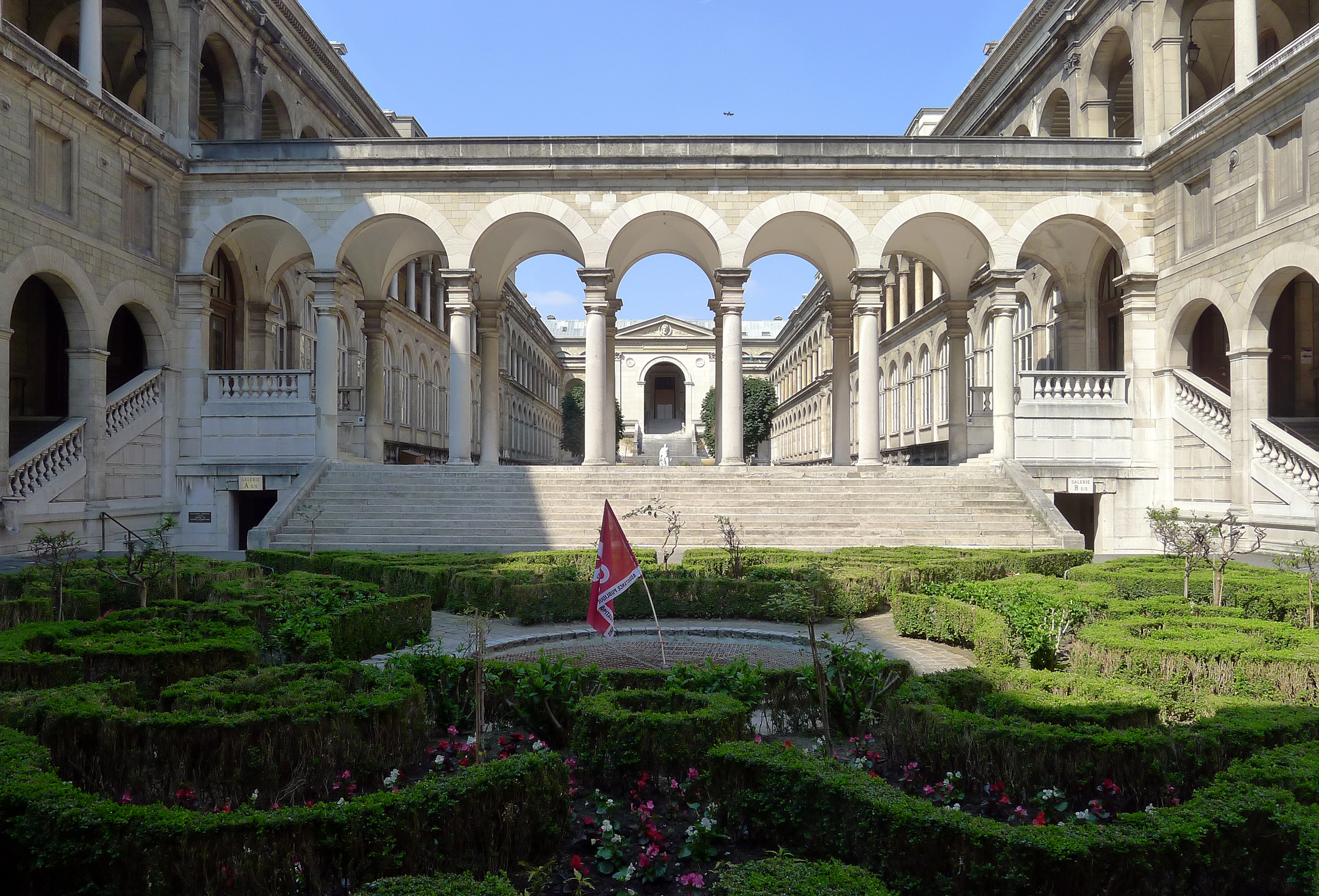
Petit jardin à la française entouré de galeries ouvertes à arcades, devant la cour intérieure.
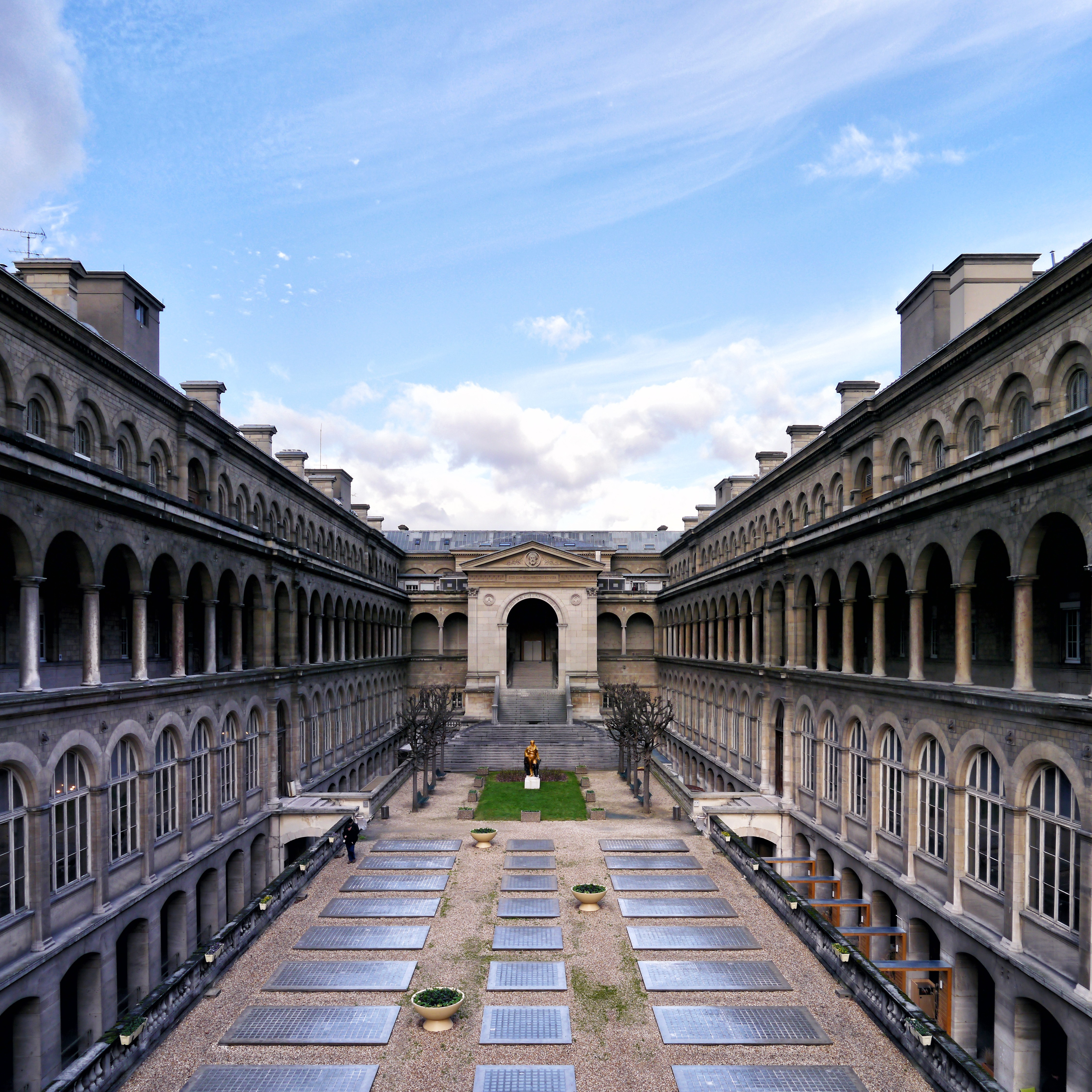
La cour intérieure avec au fond la chapelle.
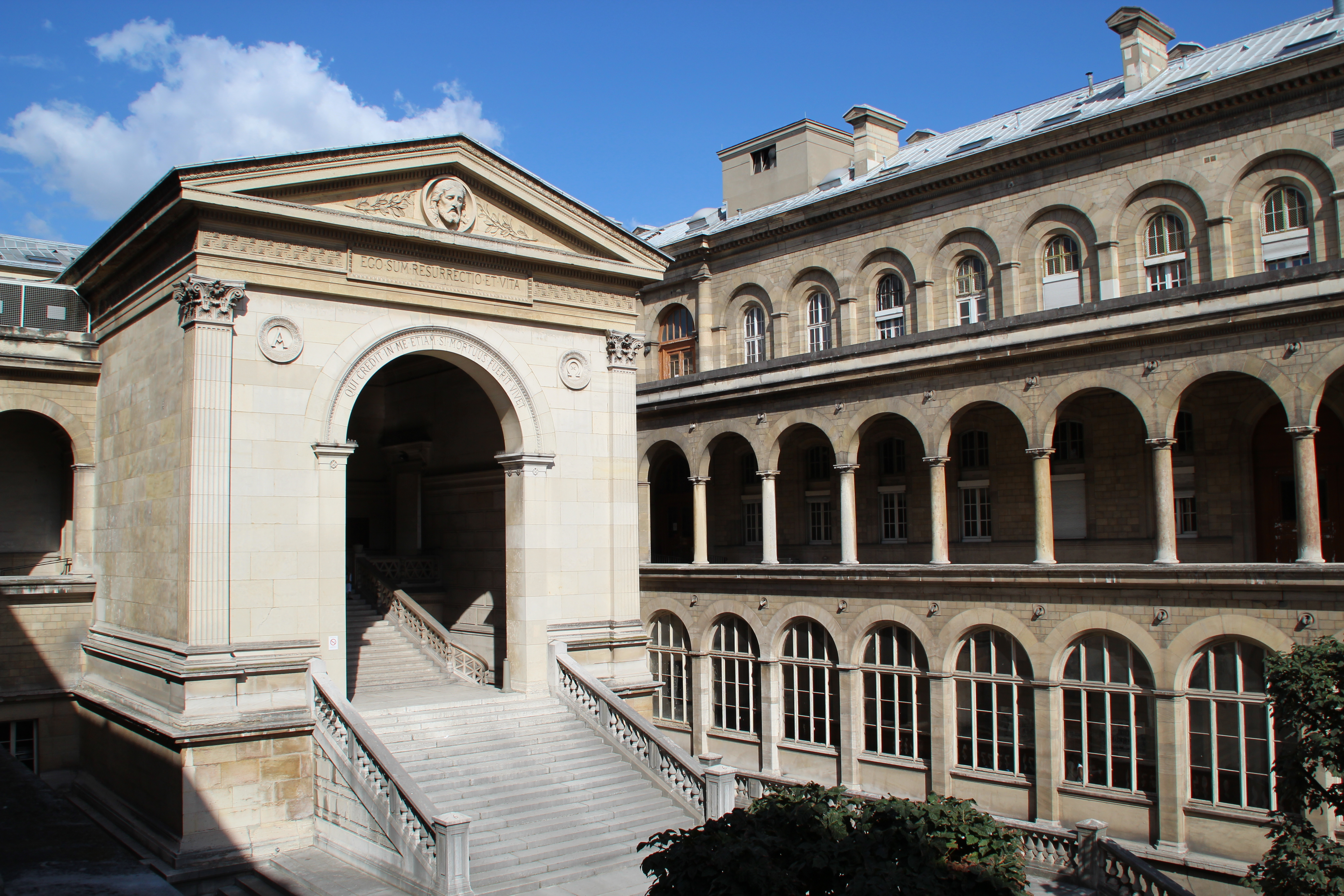
La chapelle.
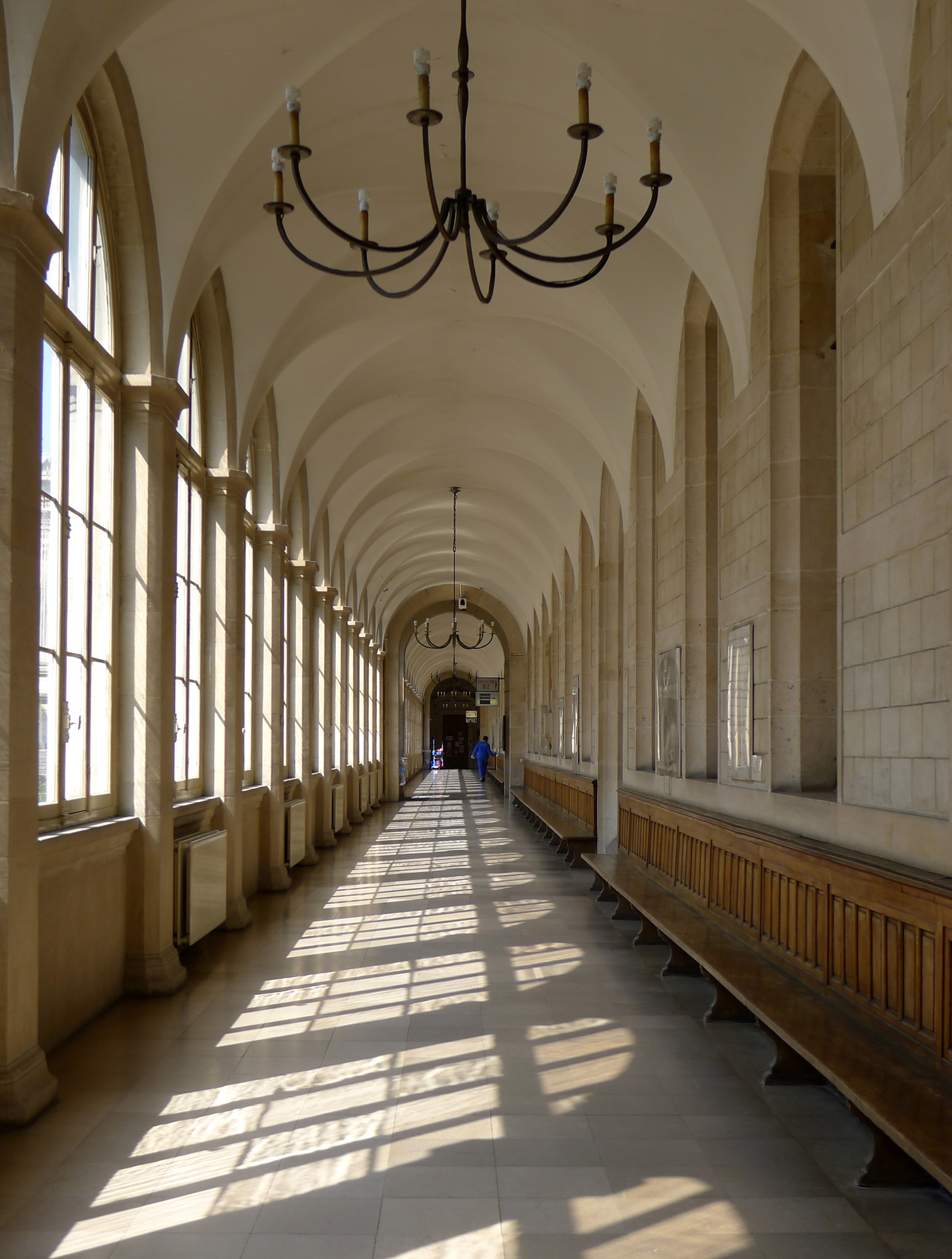
Galerie.
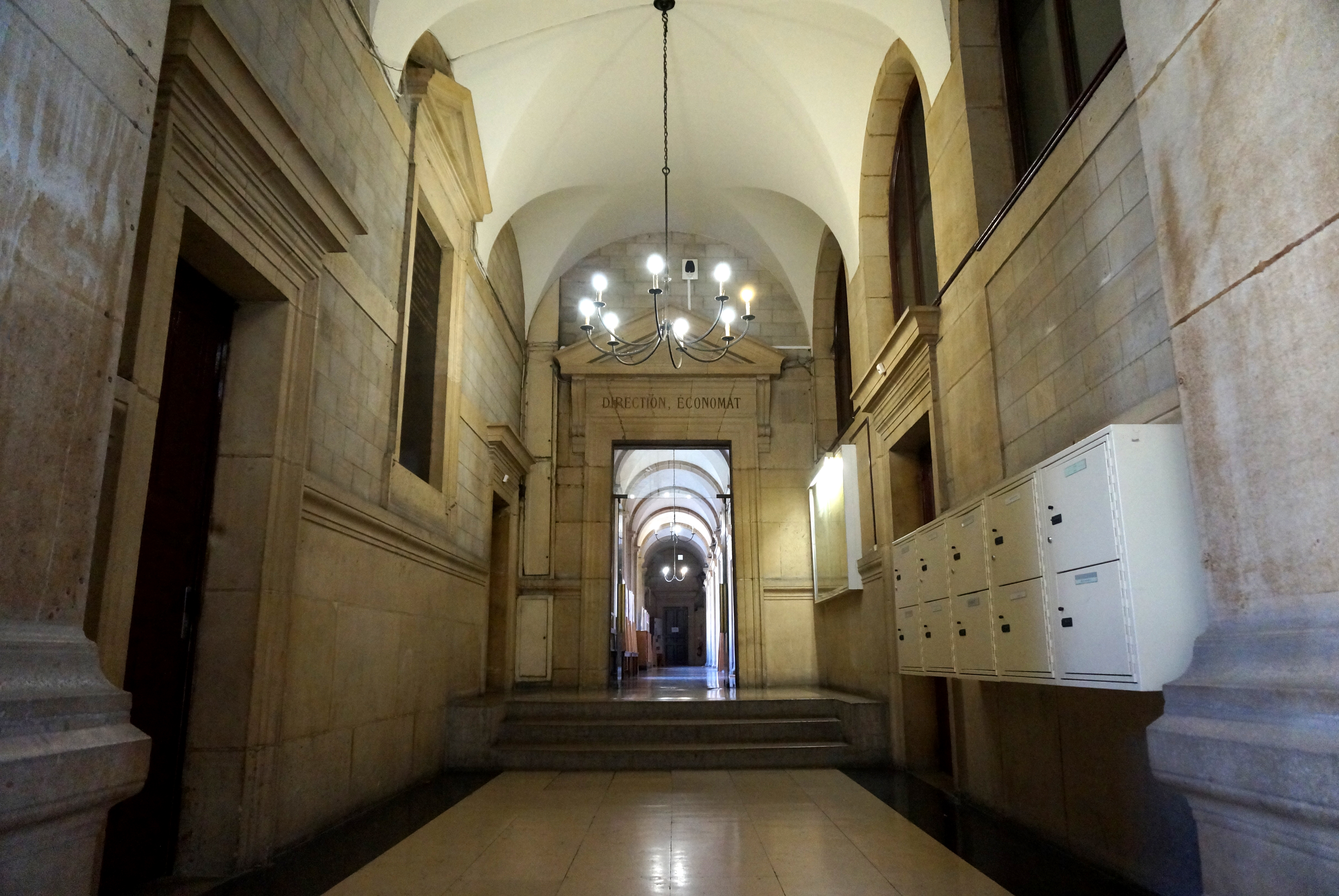
Couloir.

### Rôle au sein du réseau de santé parisien

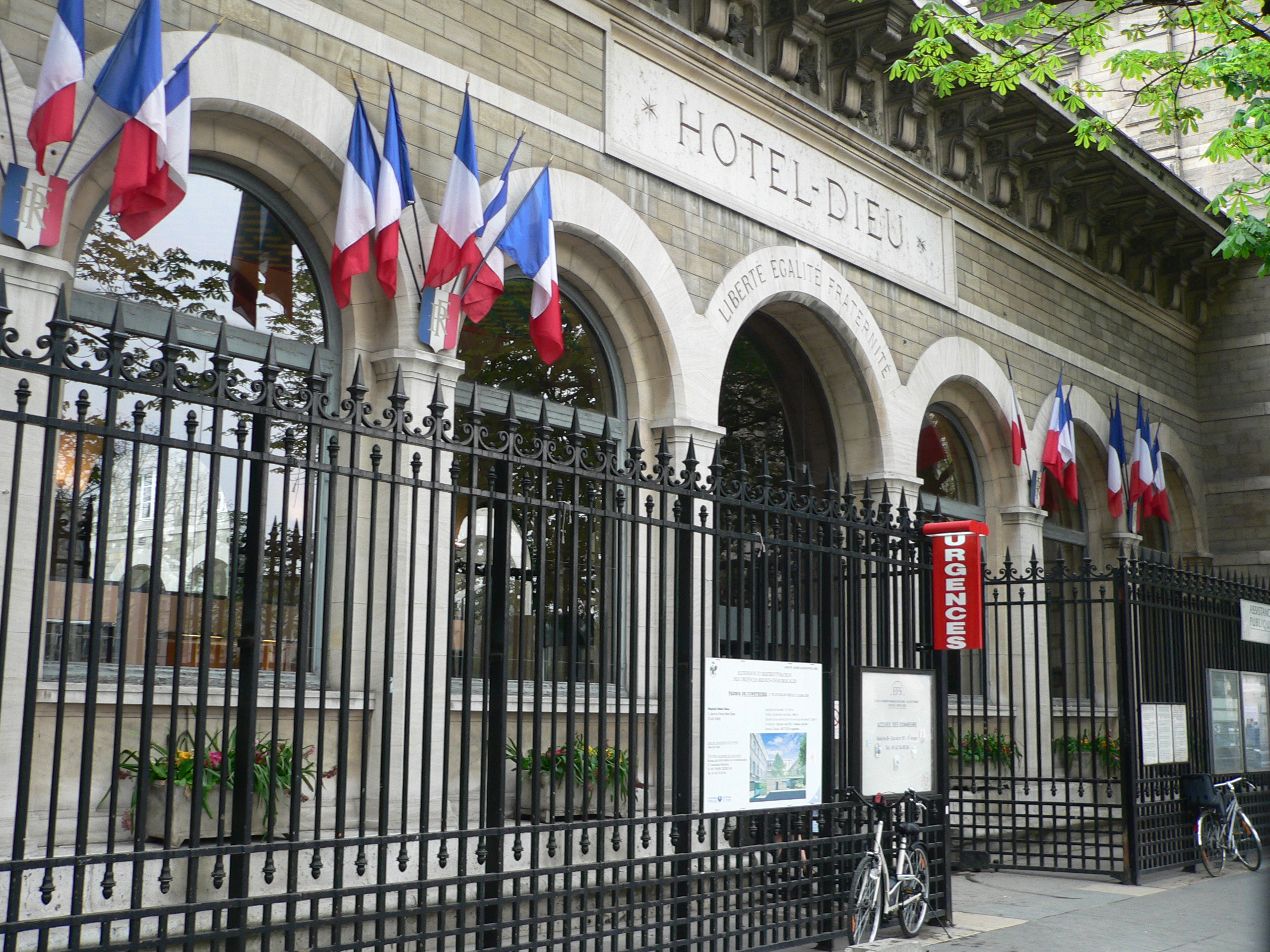
Entrée de l'Hôtel-Dieu, en 2007.

Il est actuellement l'un des hôpitaux de l'Assistance publique - hôpitaux de Paris. Ce centre hospitalier dépend de la Faculté de médecine Paris-Descartes.
Depuis 50 ans[Quand ?], l'Hôtel-Dieu abrite le service de diabétologie et de maladies endocriniennes. Il se consacre presque exclusivement au dépistage, au traitement et à la prévention des complications du diabète sucré. C'est également un service de référence pour les hypoglycémies. Tourné vers l'information du patient (éducation thérapeutique) et les innovations technologiques, il offre un large choix de structures de soins, des plus légères aux plus lourdes. Il est aussi à la pointe de la recherche diabétologique[réf. souhaitée] dans des domaines tels que : nouvelles insulines et nouveaux médicaments, effets de l'alimentation, pompes externes et implantées, capteurs de glucose et pancréas artificiel.
Plus récemment, un service important d'ophtalmologie (urgence, chirurgie et recherche) a été développé à l'Hôtel-Dieu sous la direction d'Yves Pouliquen.
Compte tenu de la réorganisation de l'Assistance Publique - Hôpitaux de Paris (AP-HP) en groupes hospitaliers, l'Hôtel-Dieu forme avec les hôpitaux de Cochin, Broca, La Rochefoucauld et La Collégiale le groupe hospitalier Hôpitaux universitaires Paris centre.

## L'avenir: mission hospitalière menacée ou rôle historique consacré?

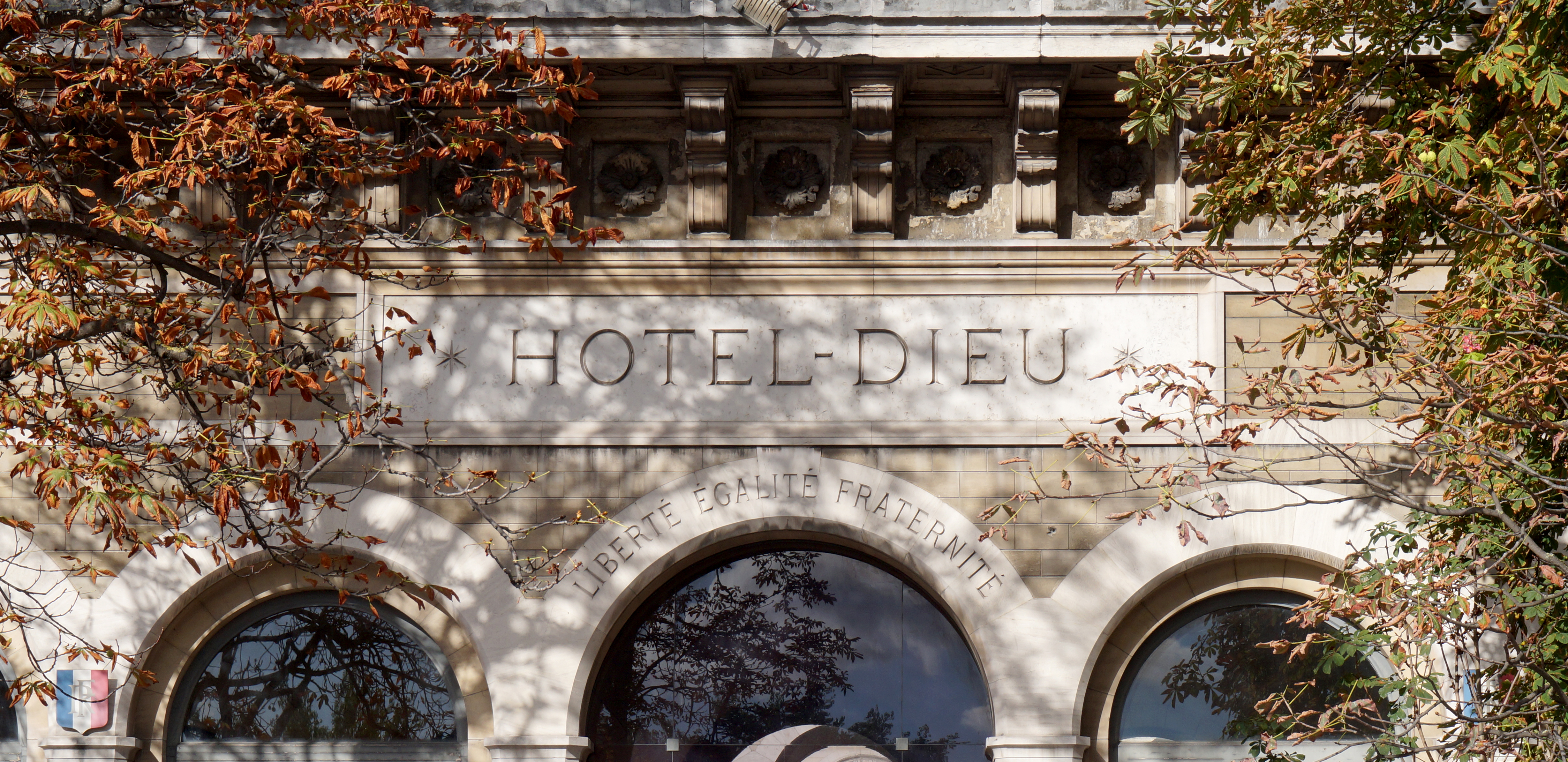
Fronton de l'Hôtel-Dieu en 2015.

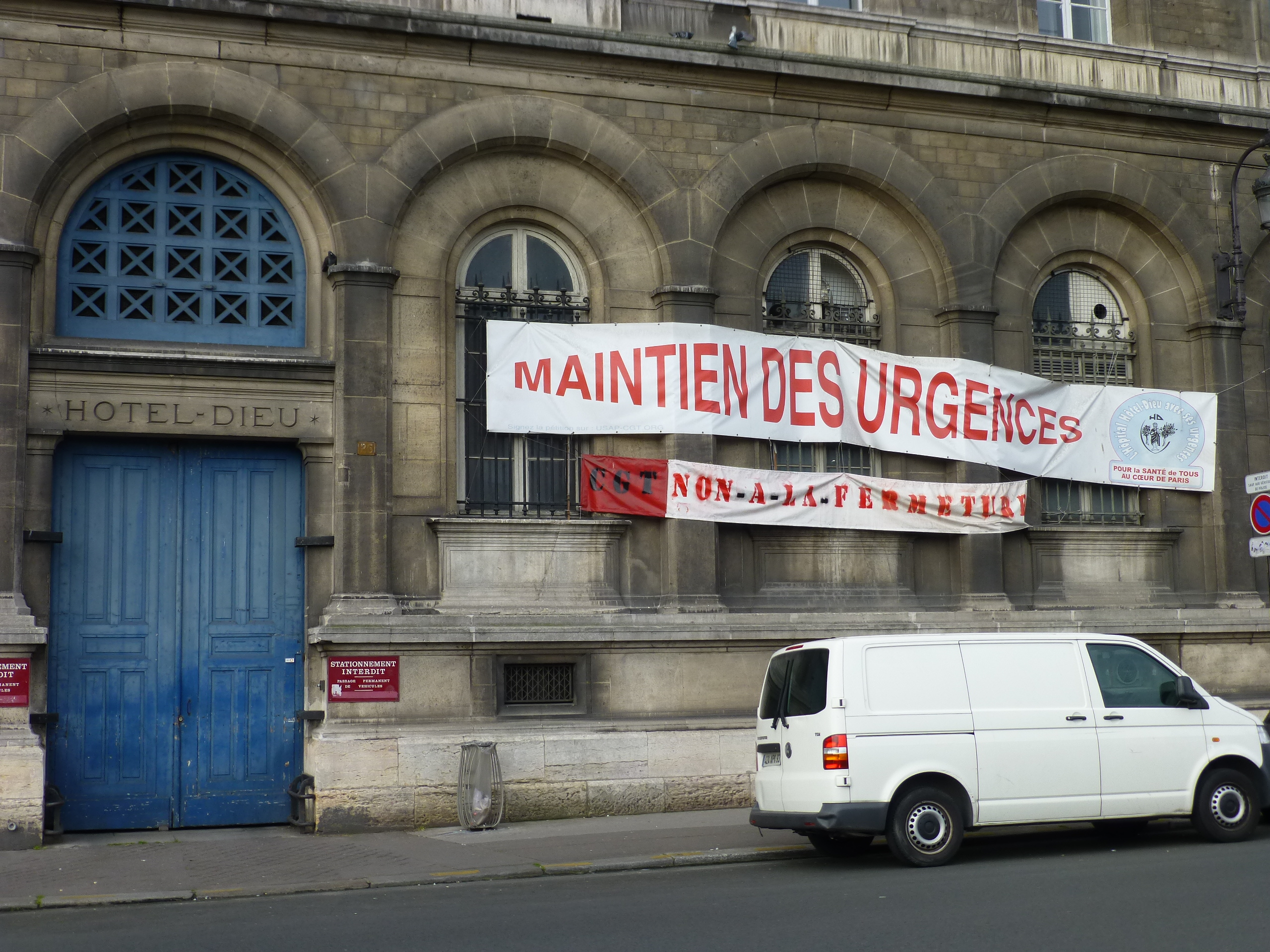
Banderole de protestation sur la façade, mai 2016.

Avec le départ programmé de ses services d'hématologie, de pneumologie et de chirurgie thoracique, l'Hôtel-Dieu voit son rôle menacé. Sa mise aux normes coûterait[Quand ?] 280 millions d'euros.
Le 5 mars 2011, un communiqué de Mireille Faugère, directrice générale de l'AP-HP, annonce le transfert définitif des différents services d'hospitalisation (chirurgie, ambulatoire, hospitalisation) sur le site de Cochin, et le regroupement des différents services du siège de l'institution dans les locaux laissés vacants de l'Hôtel-Dieu. Le site conserverait néanmoins son service d'accueil des urgences (SAU), son service mobile d'urgence et de réanimation (SMUR), les urgences médico-judiciaires (UMJ) ainsi que le centre diagnostique conventionné en secteur 1.
Ce projet de transformation en hôpital universitaire de santé publique est depuis largement remis en cause, tant par le corps médical, les usagers, les syndicats que des élus politiques. L'association L'Hôpital pour tous – dont le président est le docteur Dinah Vernant et le secrétaire général l'urgentiste Gérald Kierzek – a pris la tête de la contestation, dénonçant les aberrations médicales (110 000 urgences y sont prises en charge, le service d'ophtalmologie est l'un des plus performants de France), économiques (plusieurs dizaines de millions d'euros ont été investis ces dernières années et le projet de transformation en bureaux n'est pas financé) et managériales.
Il est à noter que l'hôpital a été largement rénové depuis 5 ans[Quand ?] : les urgences pour un coût d'environ 5 millions d'euros, les réanimations, plusieurs salles de soins, l'ophtalmologie et ses urgences, la détection incendie (environ 4 millions d'euros), etc.[réf. nécessaire].
Depuis début novembre 2013, par décision de l'AP-HP, les urgences ne reçoivent plus ni pompiers, ni SAMU. Elles sont ouvertes 24 heures sur 24, en collaboration avec l'hôpital Cochin.
Le 5 juillet 2016, le projet « Hôtel-Dieu à l'horizon 2020 » a été présenté en commission médicale d’établissement de l’AP-HP, après son adoption au sein du groupe hospitalier « Paris Centre » et la finalisation de la programmation de ses activités.
En mai 2019, un projet de réaménagement est retenu, comprenant commerces, cafés, jardin central ouvert à la promenade ou encore incubateur d'entreprises. Pour cela, l'hôpital devra céder un tiers de sa surface à un promoteur immobilier pour une durée de 80 ans.
Le 14 avril 2023, Emmanuel Macron, en visite sur le chantier de restauration de la cathédrale Notre-Dame de Paris, s’était déclaré « favorable à ce qu’une réflexion s’engage sur la création d’un musée qui lui sera dédié (…) parce qu’elle est une part de notre destin national, de notre histoire, parce qu’elle a encore tant à montrer ». Le 8 décembre, lors d’une nouvelle visite, juste un an avant la date prévue pour la réouverture du monument, le président de la République a précisé l’installation de ce futur musée « au sein des bâtiments de l’Hôtel-Dieu », propriété de l’Assistance publique-Hôpitaux de Paris.
« On a cherché d’autres lieux mais seul l’Hôtel-Dieu avait la capacité et la vocation d’accueillir un tel musée, du fait de l’articulation historique entre la cathédrale et son hôpital », a expliqué le 28 mai 2024 à l’Assemblée Charles Personnaz. Avec Jonathan Truillet, adjoint « science et patrimoine » à la direction de l’établissement public Rebâtir Notre-Dame de Paris, ils ont proposé, dans leur rapport (non rendu public) sur le futur musée, que celui-ci dispose d’une vaste superficie « de 7 000 à 9 000 m² » .
L’arbitrage sur son implantation précise au sein de l’Hôtel-Dieu pourrait être rendu, espèrent-ils, « avant l’été ». « Plus l’entrée sera visible, plus les visiteurs viendront et plus l’on attirera du mécénat », ont-ils souligné, critiquant en creux la proposition qu’aurait faite l’AP-HP de louer 5 000 m² seulement et à l’écart du parvis, du côté du marché aux fleurs.
Quant au calendrier, « il faudrait aller vite pour pouvoir ouvrir ce musée dans cinq ans », a estimé Charles Personnaz, qui suggère avec Jonathan Truille qu’un espace d’exposition permanente et gratuite soit ouvert dès 2026-2027 à proximité de la cathédrale pour répondre aux « attentes très fortes des visiteurs français et étrangers ».

## Réaménagement de l’Hôtel-Dieu (2019–2025): enjeux, critiques et implications juridiques
En mai 2019, à l’issue d’un appel à projets lancé en 2017, l’Assistance publique – Hôpitaux de Paris (AP‑HP) a sélectionné Novaxia pour reconvertir 20 000 m² de l’Hôtel-Dieu sous forme d’un bail à construction de 80 ans. Le projet prévoit un pôle hospitalo-universitaire, accompagné de bureaux, d’un incubateur santé, d’un hôtel, de commerces et de logements,.
Ce projet a suscité de nombreuses critiques de la part de collectifs de riverains, de syndicats hospitaliers (dont la CGT AP‑HP), de professionnels de santé et d’élus locaux. Ces derniers dénoncent notamment une forme de privatisation d’un site hospitalier central, une réduction des surfaces médicales, des nuisances potentielles (tourisme, bruit), ainsi qu’un manque de transparence sur les conditions d’attribution et la nature du bail signé.
Des soupçons de conflit d’intérêts ont émergé avec l’implication de Jean-Louis Missika, ancien adjoint à l’urbanisme de la Ville de Paris, qui a participé au jury de sélection du projet avant de rejoindre Novaxia en 2021. En avril 2024, il a été condamné pour prise illégale d’intérêts à 90 000 € d’amende et deux ans d’inéligibilité par le tribunal correctionnel de Paris.
Une enquête publique s’est déroulée du 2 juin au 4 juillet 2025, concernant la déclaration d’intérêt général du projet et sa compatibilité avec le Plan local d’urbanisme (PLU). Plusieurs centaines de contributions citoyennes ont été déposées, exprimant des inquiétudes sur la transformation du site, les atteintes au patrimoine, les risques de gentrification, et l’accès limité à certains documents (grille de notation, clauses du bail). Au 17 juillet 2025, le rapport final n’était pas encore rendu public.
Le projet a également été dispensé d’étude d’impact environnemental, une décision qui a soulevé des critiques, le site se trouvant en secteur patrimonial protégé à proximité immédiate de Notre-Dame.
Plusieurs recours administratifs sont en cours, visant la déclaration d’intérêt général et les dérogations au PLU. Au sein du conseil municipal de Paris Centre, des élus écologistes et communistes ont exprimé leur opposition au projet dans sa forme actuelle, estimant qu’il privilégie la valorisation foncière au détriment de l’intérêt hospitalier. Le maire Ariel Weil a exprimé des réserves concernant la pression touristique attendue, tout en soutenant globalement l’objectif de reconversion.